# Linkin Park
Linkin Park é uma banda de rock dos Estados Unidos formada em Agoura Hills, Califórnia. A formação atual da banda inclui o vocalista e multi-instrumentista Mike Shinoda, o guitarrista Brad Delson, o baixista Dave Farrell, o DJ Joe Hahn, a vocalista Emily Armstrong e o baterista Colin Brittain. A formação do grupo em seus sete primeiros álbuns de estúdio incluía o vocalista Chester Bennington e o baterista Rob Bourdon; após o suicídio de Bennington em julho de 2017, a banda entrou em um hiato por tempo indeterminado. Em setembro de 2024, Linkin Park retornou as atividades com as adições de Armstrong e Brittain. O vocalista Mark Wakefield e o baixista Kyle Christner são ex-membros da banda.
Formado em 1996, Linkin Park alcançou fama internacional com o seu álbum de estreia, Hybrid Theory (2000), que foi certificado como diamante pela RIAA em 2005 e multi-platina em vários outros países, se tornando um dos álbuns mais vendidos de todos os tempos. Seu segundo álbum, Meteora (2003), continuou o sucesso da banda, liderando a parada de álbuns da Billboard 200 em 2003, e foi seguido por um extenso trabalho de caridades e de turnês em todo o mundo. Tendo adaptado o nu metal e rap metal para um estilo de rádio ainda que densamente dividido em seus dois primeiros álbuns, a banda explorou outros gêneros em seu terceiro álbum, Minutes to Midnight (2007). O álbum liderou as paradas da Billboard e teve a terceira melhor semana de estreia de qualquer álbum naquele ano.
A banda continuou a explorar uma variação mais ampla de tipos musicais em seu quarto álbum, A Thousand Suns (2010), dividindo sua música com sons mais eletrônicos. O quinto álbum da banda, Living Things (2012), combinou elementos musicais de todos os seus álbuns anteriores. Seu sexto álbum, The Hunting Party (2014), retornou a um som de rock mais pesado e seu sétimo álbum, One More Light (2017), foi um disco mais eletrônico e orientado para a música pop. O oitavo álbum de estúdio da banda, From Zero, foi lançado em novembro de 2024; este é o primeiro trabalho da banda a incluir Armstrong e Brittain nos vocais e bateria, respectivamente.
Linkin Park está entre as bandas mais bem-sucedidas do século XXI e de todos os tempos, tendo vendido mais de 100 milhões de álbuns em todo o mundo. Eles ganharam dois Grammy Awards, seis American Music Awards, quatro MTV Video Music Awards e três World Music Awards. Em 2003, a MTV2 nomeou o Linkin Park como a sexta maior banda da era dos videoclipes e a terceira melhor do novo milênio. Em 2012, a banda foi votada como o maior artista dos anos 2000 em uma pesquisa realizada pela VH1. Em 2014, a banda foi declarada como "a maior banda de rock do mundo" pela Kerrang!.

## História

### Fundação e primeiros anos (1996–99)
Originalmente composto por três amigos de escola, Linkin Park teve sua formação inicial com Mike Shinoda, Brad Delson e Rob Bourdon. Os três estudaram no Agoura High School em Agoura Hills, Califórnia, Estados Unidos — subúrbio de Los Angeles. Depois de se formarem no ensino médio, os três começaram a levar seus interesses musicais mais a sério, recrutando Joe Hahn, Dave "Phoenix" Farrell e Mark Wakefield para se apresentarem em sua banda, então chamada de "Xero". Embora limitada em recursos, a banda começou a gravar e produzir músicas no estúdio improvisado do quarto de Shinoda em 1996, resultando em um álbum demo de quatro canções, intitulado Xero, lançado em novembro de 1997. No mesmo mês, fizeram seu primeiro show, abrindo para SX-10 e System of a Down no clube Whisky a Go Go, em West Hollywood. Delson apresentou a banda para o produtor Jeff Blue, com quem ele havia estagiado na faculdade. Blue ofereceu à banda críticas construtivas para chamar a atenção das gravadoras, no qual ficou impressionado com o grupo depois de vê-los tocar ao vivo em 1998 — contudo, acreditava que precisava de um vocalista diferente. As tensões e frustrações dentro da banda aumentaram depois que eles não conseguiram fechar um contrato com uma gravadora. A falta de sucesso e o impasse no andamento levaram Wakefield — na época vocalista do grupo — a deixá-los em busca de outros projetos. Farrell também saiu para fazer uma turnê com o Tasty Snax.

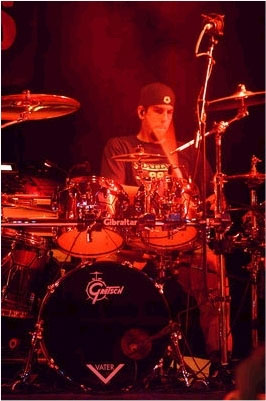
Rob Bourdon na bateria.

Depois de muito tempo procurando um substituto para o lugar de Wakefield, o Xero recrutou o vocalista nativo do Arizona, Chester Bennington. Jeff Blue, então vice-presidente da Zomba Music, o indicou para o grupo em março de 1999. Bennington, ex-membro do Grey Daze, se destacou por seu vocal ser potente. A banda então decidiu mudar o nome de Xero para Hybrid Theory. O entrosamento entre Shinoda e Bennington ajudou a reviver a banda e então eles começaram a escrever músicas novas. O renascimento do grupo fez com que eles trocassem o nome no processo; de Hybrid Theory, o nome mudou para Linkin Park, em uma espécie de homenagem ao Lincoln Park, em Santa Mônica (Califórnia), local onde os integrantes da banda costumavam se encontrar, porém a ideia inicial de usar o nome igual ao do próprio parque fracassou por questões de direitos autorais. Contudo, apesar dessas mudanças, a banda ainda lutava para assinar um acordo com uma gravadora. Depois de serem rejeitados por vários selos, Linkin Park voltou-se para Jeff Blue, um renomado produtor musical, por ajuda. Após a fracassada busca pela Warner Bros. Records diante de três tentativas, Jeff, agora vice-presidente da Warner, ajudou a banda a finalmente assinar um acordo com a gravadora em 1999. O grupo então lançou seu primeiro álbum de estúdio, Hybrid Theory, no ano seguinte.

### Hybrid Theory(2000–02)
Em 1999, a banda começou a trabalhar em tempo integral no primeiro projeto. Naquele mesmo ano, eles lançaram uma fita demo expondo seu trabalho pela primeira vez. O grupo levou então esta fita para várias gravadoras e chegaram a fazer quarenta e duas apresentações diferentes para empresários e produtores musicais de Los Angeles. Contudo, eles acabaram sendo rejeitados por várias gravadoras. A banda assinou então com a Warner Bros. Records ainda em 1999, devido a recomendação do produtor musical Jeff Blue.
Após várias dificuldades de achar um produtor disposto a ajudar uma banda ainda nova com seu álbum de estreia, o empresário Don Gilmore concordou em entrar no projeto, junto com o produtor Andy Wallace que trabalhou na mixagem. A gravação, que de início foi simplesmente uma re-gravação da fita demo, começou no NRG Recordings em North Hollywood, Califórnia, no início do ano 2000 e durou quatro semanas. O rap de Shinoda sofreu grandes modificações da versão original apresentada na demo, enquanto os refrões não sofreram muitas alterações. A saída de Dave Farrell, que estava comprometido com outra banda, a Christian ska, forçou o Linkin Park a contratar os baixistas Scott Koziol e Ian Hornbeck para substituí-lo; o guitarrista Brad Delson também acabou por tocar o baixo em algumas faixas do álbum. Os Dust Brothers, grupo formado pelos produtores Michael Simpson e John King, também ajudaram fornecendo algumas batidas (beats) para a faixa “With You”.
Bennington e Shinoda escreveram as letras das canções de Hybrid Theory baseado em outras demos feitas com o ex-integrante Mark Wakefield. Shinoda caracterizou as letras como interpretações de sentimentos, emoções de experiências universais, como “emoções de que você pode falar e pode pensar a respeito.” Bennington descreveu o processo de composição do álbum para a revista Rolling Stone em 2002:
| “                                                  | É facil cair naquela cilada — 'pobre de mim, pobre de mim', é dai que canções como "Crawling" vem: Eu não posso me aguentar. Canções como essa falam sobre assumir a responsabilidade pela sua situação. Em "Crawling", eu não falo 'você' em nenhum momento. É sobre eu ser o motivo de estar como estou. Tem alguma coisa que me agarra e me puxa para baixo. | ” |
| — Chester Bennington, Rolling Stone Magazine, 2002 | |   |

Linkin Park lançou oficialmente Hybrid Theory em 24 de outubro de 2000 e alcançou a posição número #2 na Billboard 200 e foi certificado como Disco de Ouro pela RIAA cinco semanas após seu lançamento. Hybrid Theory acabou sendo um enorme sucesso comercial; o CD vendeu 4.8 milhões de cópias em seu primeiro ano de vendas, se tornando o disco mais vendido de 2001, com singles de enorme sucesso como "In The End", "Crawling" e "One Step Closer", o que os ajudou a ser uma das bandas mais tocadas nas rádios pelos Estados Unidos naquele ano. Além disso, outros singles do álbum apareceram na trilha sonora de filmes como Dracula 2000, Little Nicky e Valentine. Hybrid Theory levou o Grammy Awards por Melhor Performance de Rock (por "Crawling") e recebeu outras duas nomeações ao Grammy: Melhor Artista Revelação e Melhor álbum de Rock. A MTV acabou dando a banda os prêmios de Melhor Video de Rock e de Melhor Direção por "In the End". Dos prêmios vencidos no Grammy de Melhor Performance de Rock, Hybrid Theory levou a banda ao sucesso no mainstream.

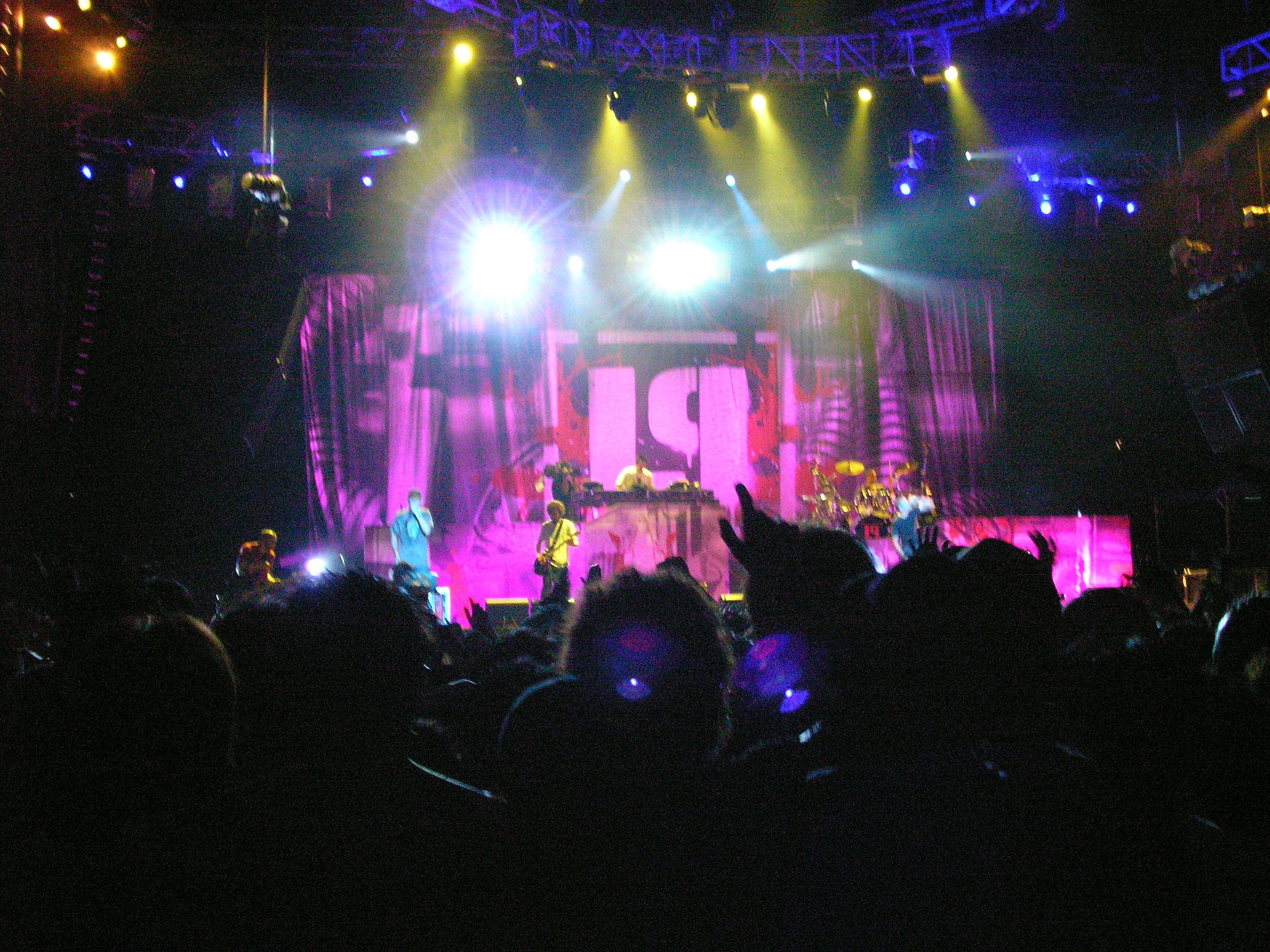
Linkin Park no Summer Sonic 2006

Durante esse tempo, Linkin Park recebeu vários convites para participar de grandes turnês e concertos como a Ozzfest, a Family Values Tour e o KROQ Almost Acoustic Christmas. A banda também fez suas próprias turnês, como a Projekt Revolution, que contou com o apoio de outros artistas consagrados como Cypress Hill, Adema e Snoop Dogg. Depois de um ano, Linkin Park já havia feito ao menos 320 shows. A experiência e as performances da banda precoce foi documentado no primeiro DVD do grupo, Frat Party at the Pankake Festival, que estreou em novembro de 2001 e recebeu a certificação de Ouro pela ABPD em 2005. Agora com o retorno do baixista Phoenix, a banda começou a trabalhar no álbum remix, intitulado Reanimation, que contaria com trabalhos feitos durante a época de Hybrid Theory e com algumas faixas não lançadas. Reanimation foi lançado em 30 de junho de 2002, com a participação especial de Black Thought, Jonathan Davis, Aaron Lewis e vários outros artistas. Reanimation chegou ao segundo lugar na Billboard 200, vendendo ao menos 270 mil cópias na primeira semana de vendas nos Estados Unidos.
Com o passar dos anos, o sucesso de Hybrid Theory não diminuiu e o CD acabou recebendo da Associação Norte-americana de Discos a rara certificação de Diamante em 2005 após ultrapassar a marca de 10 mihões de cópias vendidas em solo norte-americano. O álbum acabou por vender mais de 24 milhões de cópias pelo mundo em 2009, se tornando até a presente data o álbum mais bem sucedido do grupo e também o álbum de estreia mais bem sucedido do século XXI. No Brasil, Hybrid Theory foi certificado Platina pela ABPD.
Este disco alcançou a posição #11 na lista da Revista Billboard dos 200 Maiores Álbuns da Decada.

### Meteora(2002–04)

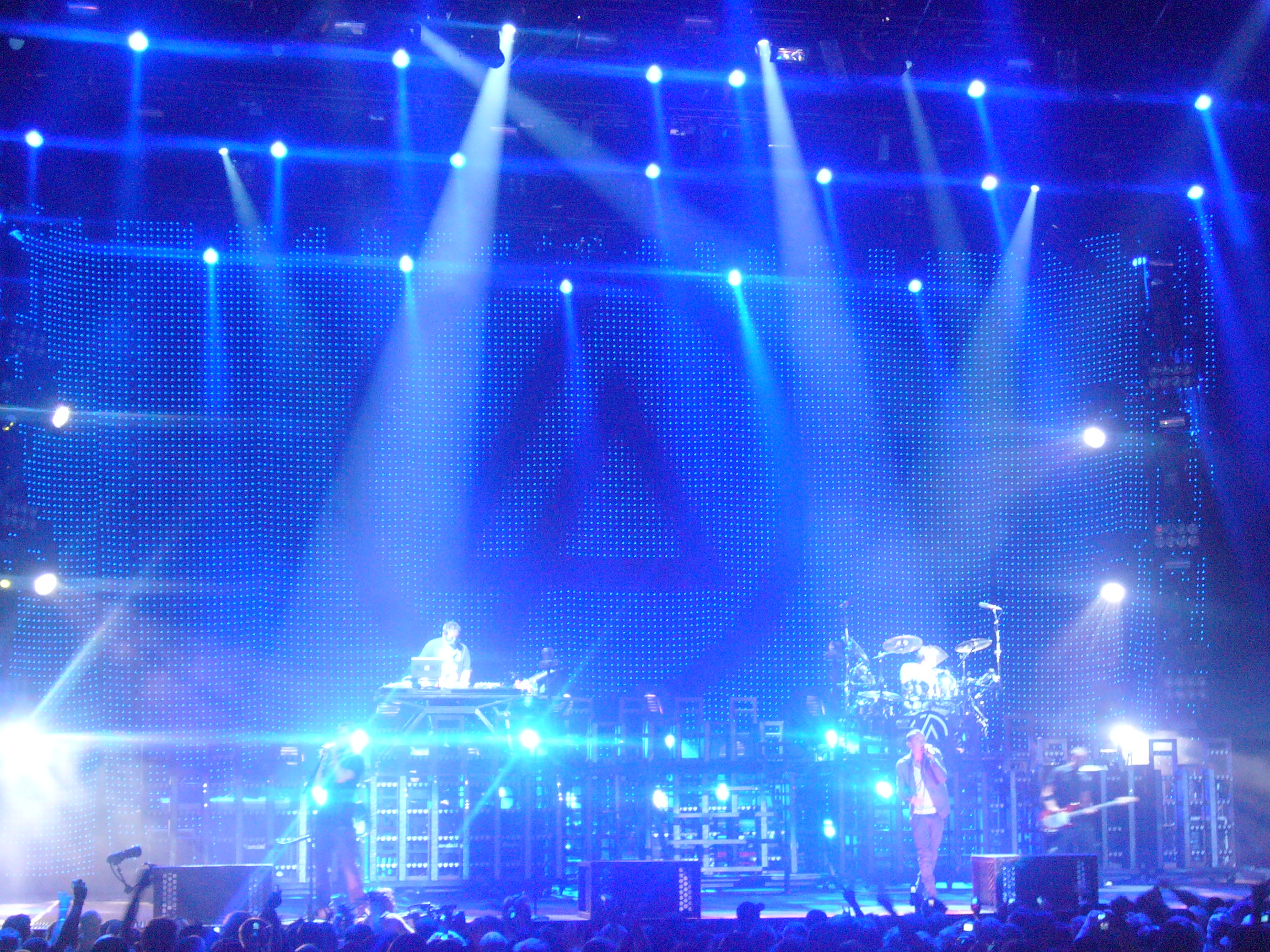
Linkin Park no Sleep Train Anfiteatro em Marysville com o Projekt Revolution Tour.

Seguindo o sucesso de Hybrid Theory e Reanimation, Linkin Park passou um longo tempo em turnê pelos Estados Unidos. A banda começou a trabalhar em novas canções nos intervalos e espaços de sua lotada agenda, gravando e trabalhando no ônibus da turnê. A banda anunciou oficialmente o novo álbum em dezembro de 2002, falando que seu novo trabalho foi baseado na região rochosa de Meteora na Grécia, onde vários monastérios foram construídos no topo das rochas. O álbum Meteora conta com o antigo nu metal e rapcore que a banda já havia apresentado em seu disco anterior mas com novos efeitos, incluindo uma introdução de Shakuhachi (uma flauta japonesa de bambu) e outros instrumentos. O segundo álbum de estúdio do Linkin Park estreou em 25 de março de 2003 e rapidamente repercutiu no mundo inteiro, chegando ao topo das paradas e vendas nos Estados Unidos e no Reino Unido, e em #2 na Austrália.
Meteora vendeu mais de 800 mil cópias na primeira semana de vendas e se tornou um dos álbuns que mais vendeu em sua semana de estreia na história das Paradas da Billboard até aquele momento. Os singles deste álbum, incluindo "Somewhere I Belong", "Breaking the Habit", "Faint" e "Numb", permaneceram muito tempo nas rádios. Em outubro de 2003, Meteora já tinha vendido mais de 3 milhões de cópias. O sucesso do Linkin Park deu a eles a chance de fazer outra Projekt Revolution, com outras bandas e artistas, como Mudvayne, Blindside e Xzibit. Além disso, Metallica convidou o Linkin Park para tocar em sua turnê no verão de 2003, que também contou com a participação das bandas Limp Bizkit, Mudvayne e Deftones. A banda então lançou um DVD chamado Live in Texas, filmado num show que eles fizeram no estado americano do Texas durante essa turnê. No começo de 2004, Linkin Park começou uma turnê mundial chamada Meteora World Tour, que passou pelo Brasil com uma enorme apresentação para 80 mil pagantes no Estádio do Morumbi, em São Paulo.
Meteora deu a banda vários prêmios e honras. A banda ganhou o prêmio da MTV de Melhor Video de Rock por "Somewhere I Belong" e ganhou um Viewer's Choice Award por "Breaking the Habit". Apesar de Meteora não ter tido o sucesso comercial de Hybrid Theory, o CD acabou sendo o terceiro mais vendido nos Estados Unidos em 2003. A banda permaneceu em turnê nos primeiros meses de 2004 fazendo apresentações lotadas pelo mundo, primeiro com a turnê Projekt Revolution e depois em várias apresentações pela Europa.
Em solo brasileiro, Meteora rendeu ao LP sua segunda certificação de Platina dada pela ABPD.

### Outros projetos (2004–06)

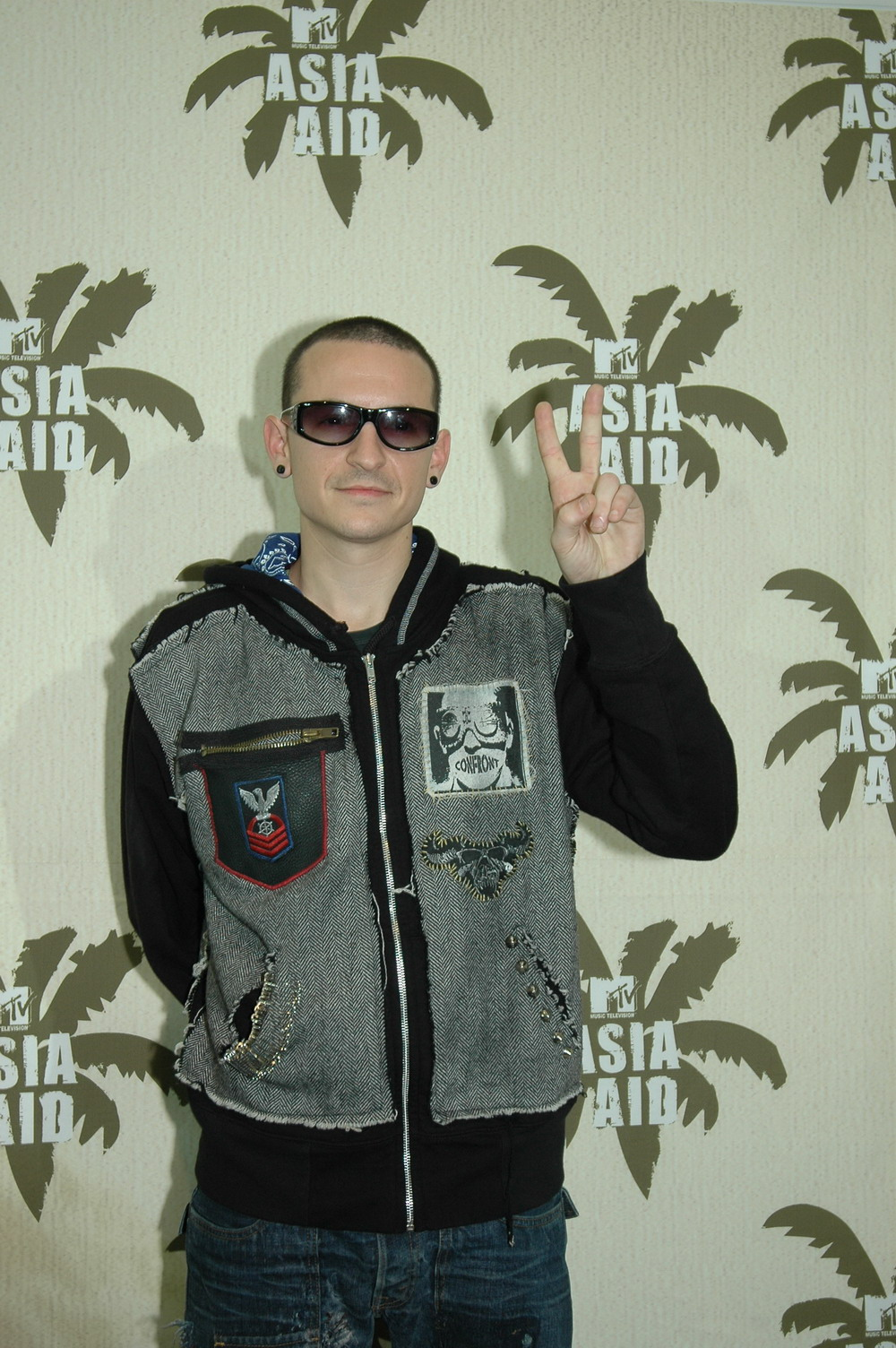
Chester Bennington no MTV Asia Aid

Depois do sucesso de Meteora, a banda adiou novos projetos relacionados a um CD novo. Ao invés disso, Linkin Park continuou em turnê e em outros trabalhos. Bennington apareceu no "State of the Art" do DJ Lethal e em outros projetos com seu grupo Dead by Sunrise, enquanto Shinoda trabalhava com o Depeche Mode. Em 2004, a banda então começou a trabalhar com o rapper Jay-Z em um álbum remix intitulado Collision Course que foi gravado em uma famosa casa de show de Los Angeles Roxy Theatre. O álbum, que junta letras e faixas intermixadas dos dois artistas com várias canções de discos anteriores, estreou em novembro de 2004. Shinoda também formou uma nova banda chamada Fort Minor, como projeto paralelo. Com a ajuda de Jay-Z, Fort Minor lançou seu primeiro álbum, The Rising Tied, que foi muito bem recebido pela crítica. Neste mesmo período, o relacionamento da banda com a Warner Bros. Records se deteriorou devido a sérias questões financeiras e de confiança. Após vários meses de debates a banda finalmente assinou um acordo em dezembro de 2005.
Linkin Park também participou de vários eventos de caridade, em especial para levantar fundos para doar as vitimas do furacão Charley em 2004 e do furacão Katrina em 2005. A banda doou US$75 mil dólares para a Special Operations Warrior Foundation em março de 2004. Eles também ajudaram a levantar fundos para as vitimas do tsunami de 2004 que atingiu a Ásia, fazendo vários concertos chamados "Music for Relief". O grupo também participou do Live 8, uma série de shows para caridade. Junto com Jay-Z, a banda se apresentou no Live 8 na Filadélfia, Pensilvânia. A banda mais tarde se juntaria novamente a Jay-Z no Grammy Award de 2006, onde eles tocaram a canção "Numb/Encore", na mesma cerimônia em que acabaram por levar o Grammy por Melhor Colaboração Rap/Canção. Eles mais tarde fariam uma aparição no Festival Summer Sonic de 2006, no Japão, que contou também com a banda Metallica.

### Minutes to Midnight(2006–08)

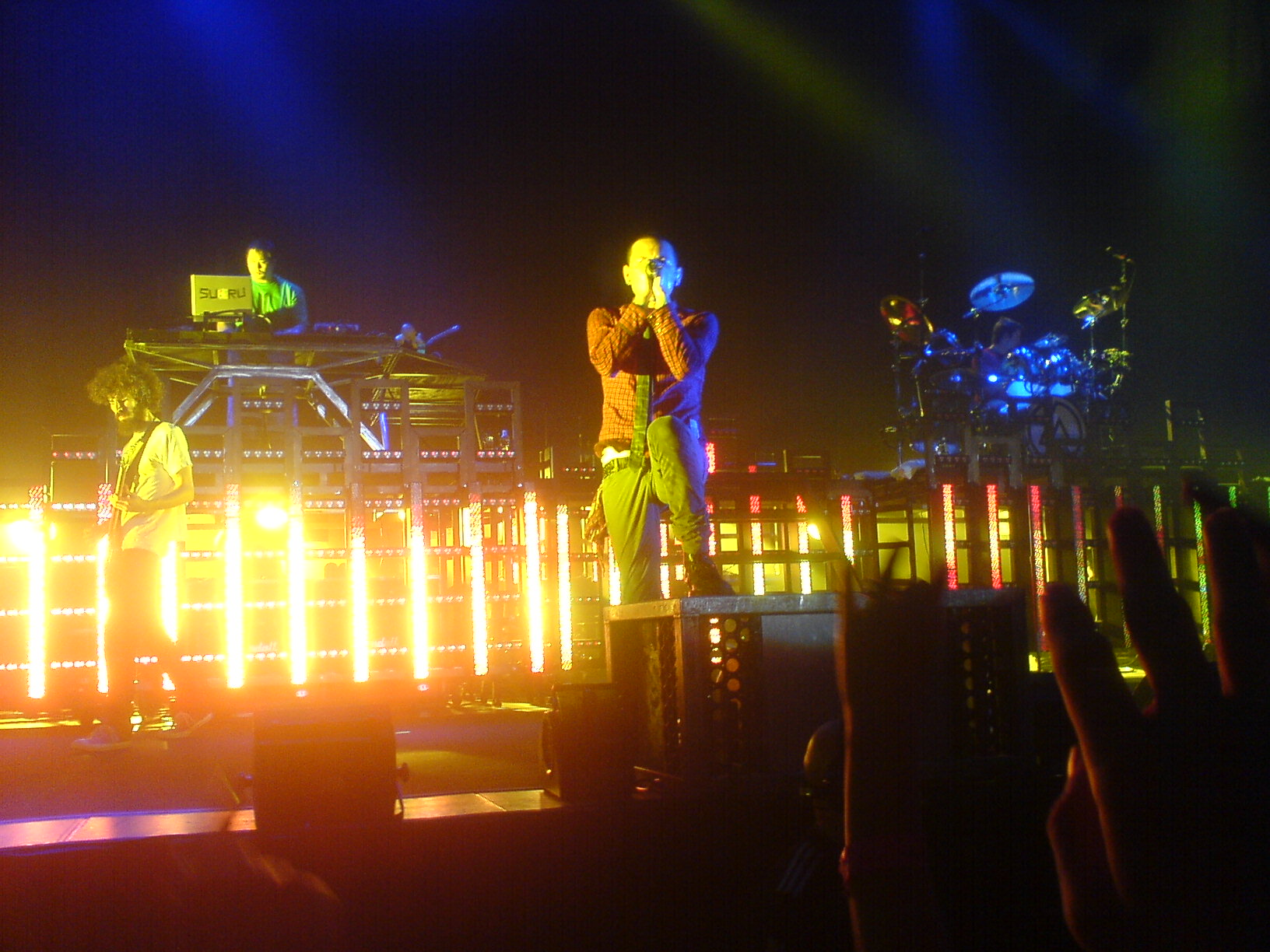
Linkin Park em Praga, em 2007.

Linkin Park voltou ao estúdio de gravação em 2006 para gravar novas canções. Para gravar o álbum, a banda escolheu o produtor Rick Rubin. Apesar de dizer que o álbum deveria estrear em 2006, o grupo decidiu atrasar o lançamento para 2007. A banda já havia gravado entre trinta e cinquenta canções em agosto de 2006, quando Shinoda anunciou que o álbum já estava na metade. Bennington então afirmou que o novo álbum sairia do antigo nu metal que a banda costumava fazer. A Warner Bros. Records oficialmente anunciou que o novo disco, intitulado Minutes to Midnight, seria lançado em 15 de maio de 2007 nos Estados Unidos. Depois de catorze meses trabalhando no novo álbum, a banda decidiu retirar cinco faixas do álbum deixando apenas 12 músicas no CD. O título do disco faz referência ao Relógio do Apocalipse, prenunciado o tema do novo trabalho do Linkin Park. Minutes to Midnight vendeu mais de 600 mil cópias na primeira semana de vendas, uma das melhores estreias de anos recentes. O álbum também ficou no topo das paradas da Billboard.
O primeiro single do CD, "What I've Done" foi lançado em 2 de abril e estrou na MTV e na Fuse TV na mesma semana. O single foi muito bem recebido pelo público, tomando o primeiro lugar nas paradas Modern Rock Tracks e Mainstream Rock Tracks da Billboard. A canção também foi usada na trilha sonora do filme de 2007, Transformers. No fim do ano, a banda ganhou o prêmio "Artista Alternativo Favorito" da American Music Awards. Outros singles do CD também fizeram sucesso, como as canções "Bleed It Out", "Shadow of the Day", "Given Up" e "Leave Out All the Rest", lançadas entre 2007 e 2008. A banda ainda fez uma colaboração com o rapper Busta Rhymes em seu single "We Made It", lançado em 29 de abril de 2008.

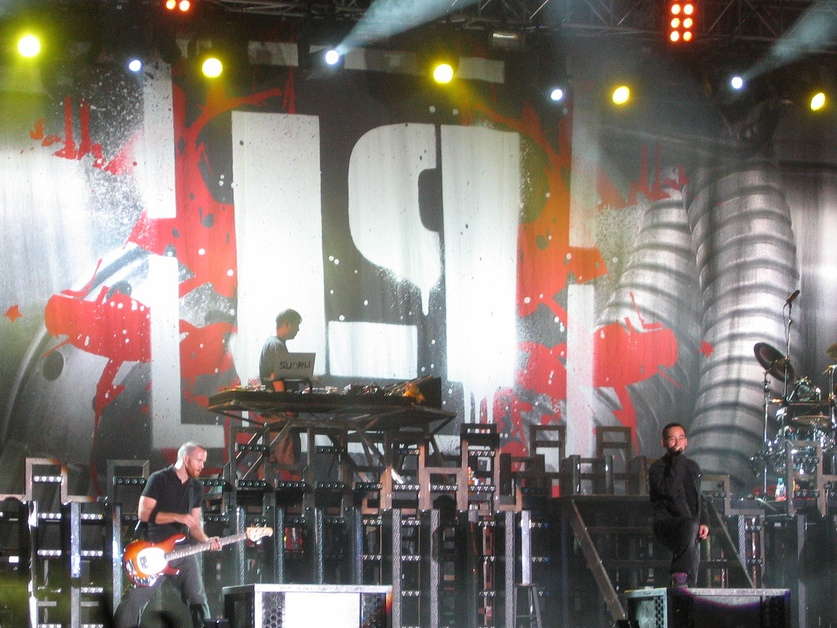
Linkin Park no Novarock Festival de 2007

O Linkin Park começou uma série de shows em várias turnês que, entre outras, inclui uma apresentação no Live Earth Japan em 7 de julho de 2007, e no Download Festival em Donington Park, Inglaterra e na Edgefest do Downsview Park, Toronto, Canadá. A banda então completou sua quarta turnê Projekt Revolution antes da Arena tour pelo Reino Unido, visitando Nottingham, Sheffield e Manchester, antes de fechar com duas apresentações na Arena O2 em Londres. Bennington então anunciou a intenção do Linkin Park de lançar um novo álbum. Contudo, ele também falou que primeiro a banda voltaria para uma turnê pelos Estados Unidos em busca de inspiração. Numa entrevista a Rolling Stone, Bennington disse que a banda já havia começado a trabalhar em material novo para o álbum e Shinoda também falou que o novo projeto sairia ainda em 2009. Mike Shinoda então anunciou um CD/DVD intitulado Road to Revolution: Live at Milton Keynes, que é uma gravação de um show feito durante a Projekt Revolution no Milton Keynes Bowl em 29 de junho de 2008, sendo lançado oficialmente em 24 de novembro de 2008.

### A Thousand Suns(2008–11)

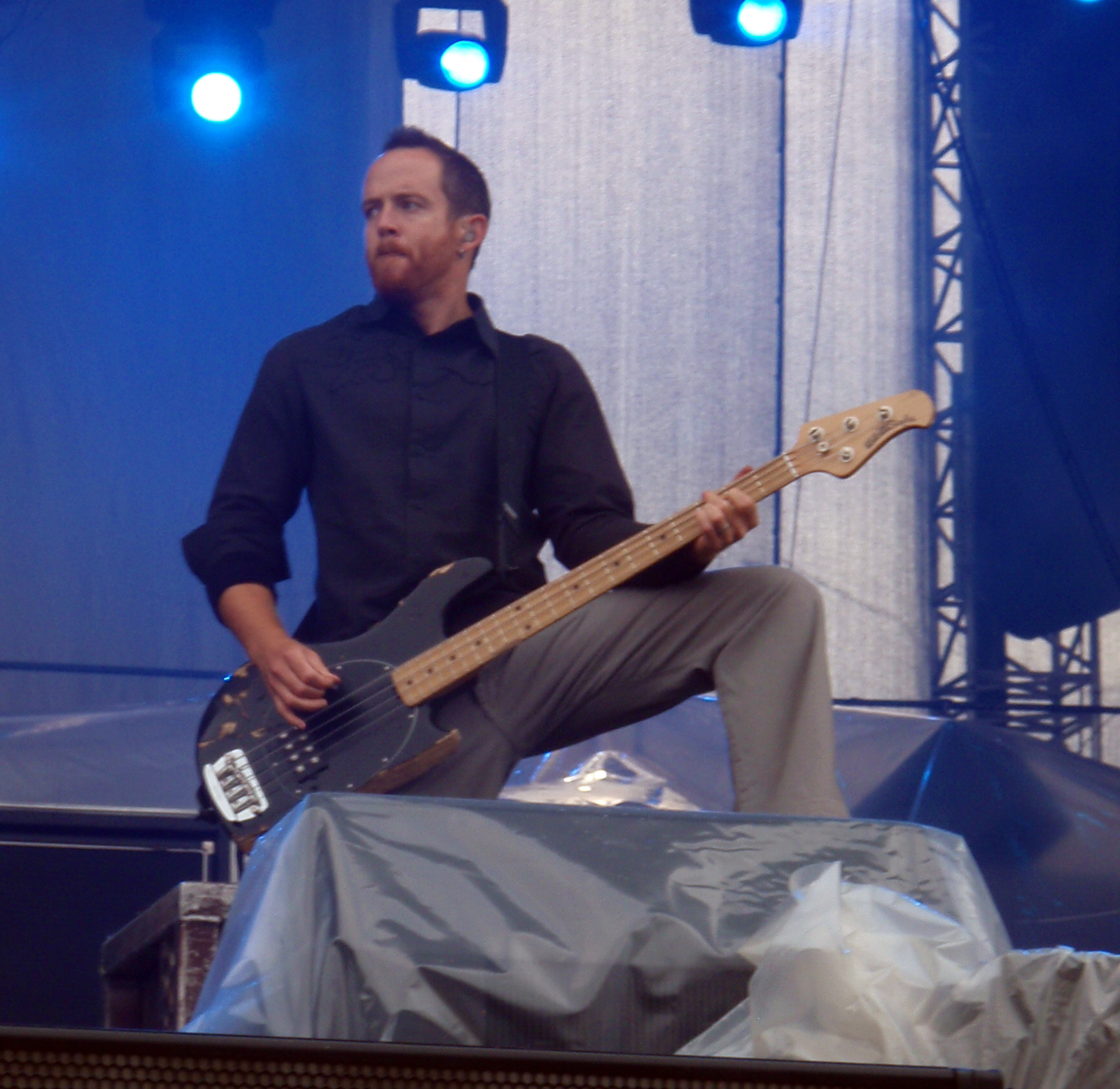
O baixista Dave "Phoenix" Farrell se apresentando no Sonisphere Festival de 2009 em Kirjurinluoto, Pori, Finlândia.

Em outubro de 2008, Mike Shinoda revelou em seu blog que ele, Phoenix e Hahn estavam trabalhando em novas ideias para canções na casa de Hahn, e que eles levariam esse material para o estúdio brevemente. Em 2008, Bennington anunciou que o quarto álbum de estúdio do Linkin Park seria um álbum conceptual. Em uma entrevista para a MTV em novembro de 2008, Bennington disse que "pareceu meio desencorajador pra mim, então achei que meu nível de confiança ia cair, mas quando a ideia foi apresentada por um amigo nosso, eu gostei. Era uma ideia inspiradora e era algo que podiamos relacionar a um monte de coisas que gostamos de escrever". Ele também anunciou que a banda pretendia começar a gravar em dezembro em uma sessão de seis semanas. O álbum deveria ter sido lançado em 2009 mas em março, Mike Shinoda escreveu em seu blog dizendo que "o álbum de Chester com o Dead By Sunrise seria lançado no outono e o novo álbum do LP seriam só lançados no ano seguinte."
Em dezembro de 2008, Digidesign deu a banda a oportunidade de testar o software Pro Tools 8 de antemão. Disso, saiu uma canção experimental chamada "Lockjaw" com a participação de Shinoda e Bourdon.
Em abril de 2009, Shinoda revelou em seu blog que o Linkin Park estaria trabalhando no score do filme Transformers: Revenge of the Fallen, junto com o famoso compositor Hans Zimmer. Em 7 de maio, foi confirmado que a canção gravada para o filme, intitulada "New Divide", seria lançada como single em 18 de maio. O vídeo clipe de "New Divide" foi lançado em 12 de junho de 2009 e foi dirigido por Hahn. Em 22 de junho de 2009, a banda tocou a canção na premiere do filme.
Em maio de 2009, o Linkin Park falou que estava trabalhando em seu novo álbum de estúdio para 2010. Shinoda também falou numa entrevista para a IGN que o novo trabalho seria comparavel a Minutes to Midnight como uma "linha de consistência" e que também seria mais experimental e "com sorte mais 'de ponta'". Além disso, Bennington confirmou também que Rick Rubin seria o produtor do novo álbum. Em julho de 2009, Linkin Park tocou no Sonisphere Festival na Europa. Eles também tocaram na Epicenter music festival em agosto de 2009. Em 19 de janeiro de 2010, Linkin Park lançou a canção "Not Alone" como parte de um álbum musical feito por vários artistas para acariar fundos depois do terremoto que abalou o Haiti. Em 10 de fevereiro, Linkin Park lançou um vídeo para a canção em seu website oficial.
A banda produziu então um Video game intitulado 8-Bit Rebellion!, lançado em 26 de abril de 2010, para iPod touch, iPhone e iPad. Este game contém uma nova canção chamada "Blackbirds", que é destravada quando o jogador completa o jogo. Mike Shinoda também falou que o jogo será atualizado constantemente pelo seu site.

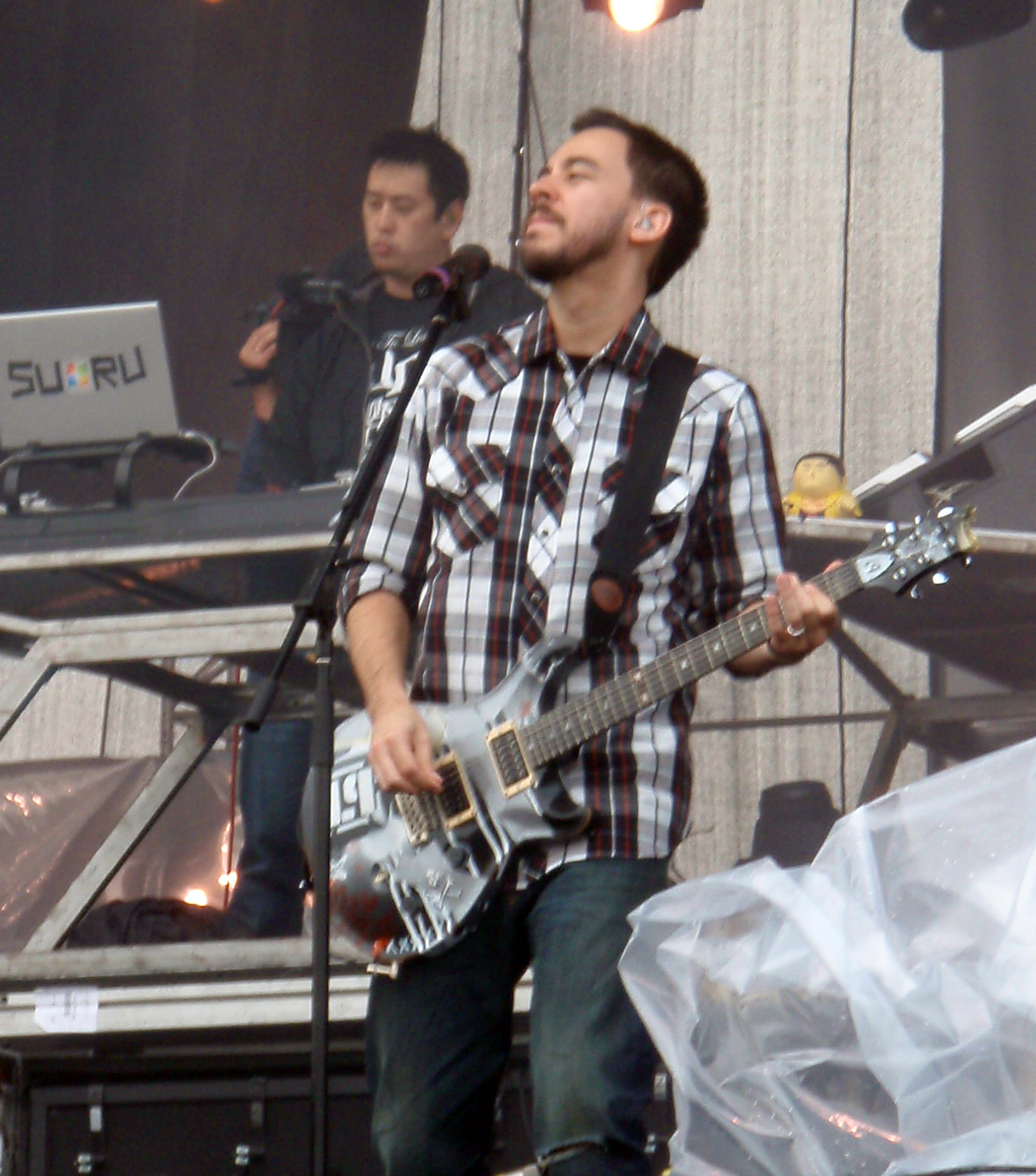
Joe Hahn e Mike Shinoda se apresentando com o Linkin Park em 2009

Em 6 de junho, foi anunciado que o novo álbum estava quase completado e também foram confirmadas as primeiras datas dos shows de divulgação em 2010. Esta turnê começou em Los Angeles, Califórnia em 7 de setembro. Também se confirmou que a banda faria uma nova passagem pelo Brasil no festival SWU (Starts With You), em Itu, São Paulo em 11 de outubro de 2010. Alguns dias depois, Shinoda anunciou que o álbum estava praticamente completo.
Em 8 de julho, Linkin Park anunciou oficialmente o nome do álbum, A Thousand Suns, que foi lançado em 14 de setembro. A banda também revelou que o primeiro single seria a canção "The Catalyst", que foi lançada em 2 de agosto de 2010. Uma segunda canção, "Wretches and Kings", foi liberada em 2 de setembro para pessoas que fizeram a pré-venda do álbum pelo site oficial da banda. Em 8 de setembro de 2010, a banda liberou duas novas canções na sua página no Myspace: "Waiting for the End" e "Blackout". Linkin Park então liberou todas as canções do álbum no seu Myspace em 10 de setembro. Em 31 de agosto de 2010, foi anunciado que eles tocariam a canção "The Catalyst" no MTV Video Music Awards de 2010 em 12 de setembro de 2010. A apresentação do single oficial aconteceu no Observatório Griffith, em Los Angeles, para uma grande platéia.
A Thousand Suns acabou estreando em primeiro lugar na Billboard 200, após vender 241 mil cópias na primeira semana de vendas nos Estados Unidos. O CD estreou em número #2 no Reino Unido vendendo 46.711 cópias, atrás do álbum Science and Faith da banda The Script. No Canadá, o álbum estreou em primeiro lugar, vendendo mais de 23 mil cópias na sua semana de estreia. Ao todo, A Thousand Suns vendeu em uma semana mais de 523 mil cópias no mundo todo, terminando em primeiro lugar na chart World Album Top 40.
Em 2010 a banda chegou à posição #8 na Billboard Social 50, uma parada para bandas que dominam as maiores redes sociais no mundo. Já na Year-End Charts, também da Billboard, a banda ficou na posição #92 dos "Top Artists", enquanto A Thousand Suns chegou a posição #53 na Year-End Chart do Top 200 e na #7 na 2010 Year-End Rock Albums, e ainda o single "The Catalyst" chegou a posição #40 no Year-End Rock Songs chart.
Em 11 de janeiro de 2011, uma nova versão do Download to Donate for Haiti foi lançada, chamada Download to Donate for Haiti V2.0, que tinha mais canções para baixar. Para esta compilação atualizada, a banda lançou o remix de Keaton Hashimoto da canção "The Catalyst" do concurso "Linkin Park featuring YOU". Logo depois, o grupo lançou o terceiro single oficial de A Thousand Suns, a canção "Burning in the Skies", em 21 de março de 2011. Neste mesmo mês eles encerraram sua turnê nos Estados Unidos.
Shinoda também desenhou dois projetos de camisetas, cujos lucros das vendas irão para o Music For Relief para ajudar as vítimas do sismo e tsunami de Tōhoku que aconteceu no começo de 2011. Music For Relief lançou o Download to Donate: Tsunami Relief Japan, outra compilação de canções, cujos lucros vão para a organização Save the Children.
Em 13 de abril de 2011 Mike Shinoda confirmou que o quarto single do álbum seria a canção "Iridescent". Uma versão um pouco mais curta foi então usada na trilha sonora do filme Transformers: Dark of the Moon. O vídeo clipe foi dirigido por Joe Hahn.
A banda foi nomeada para seis Billboard Awards em 2011 por "Melhor Dueto/Grupo", "Melhor Álbum de Rock" por A Thousand Suns, "Melhor Artista de Rock", "Melhor Artista Alternativo", "Melhor Canção Alternativa" por "Waiting For The End" e "Melhor Álbum Alternativo" por A Thousand Suns, mas não ganharam nenhum prêmio.

### Living Things(2011–13)

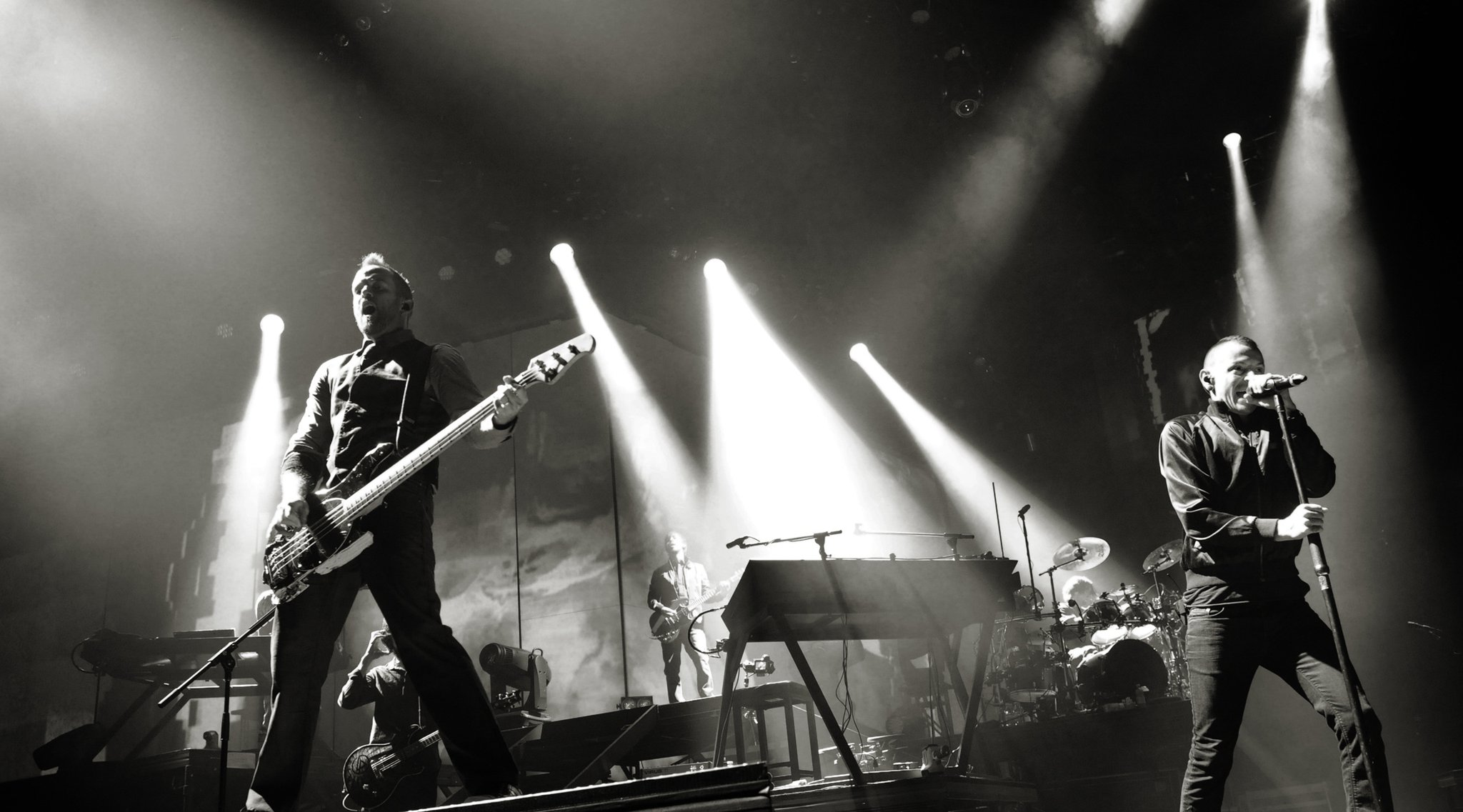
Linkin Park se apresentando no final de 2010

Em junho de 2011, Chester Bennington revelou em uma entrevista para a revista Kerrang! que o Linkin Park tinha começado a trabalhar em material novo para o próximo álbum. Ele explicou, "Nós estamos trabalhando em um novo CD nos últimos dois meses. A música está ótima e nós estamos muito a frente do que esperávamos. Não há muito barulho acontecendo mas as canções são muito boas. A reação a ele provavelmente será muito polarizada. E isso me agrada. Como artista, eu quero uma reação." Bennington complementou falando que a banda buscava tocar em assuntos mais controversos no novo álbum, ao invés de focar em questões pessoais. "Nós aprendemos a escrever canções e letras mais sérias. Nós aprendemos a lidar com questões como política, fé e outras coisas. Essas coisas ficam enfadonhas muito rápido e nós não queremos isso. Então nós precisamos aprender a falar com as pessoas e não se impor sobre elas", disse ele.
Rick Rubin foi o produtor deste álbum. "Tipicamente nós temos uma reunião semanal para escutar as novas canções que estão ficando prontas e aí conversamos sobre isso. Como estamos ainda nos estágios iniciais do projeto, elas estão muito mais adiantadas em comparação com nossos dois últimos trabalhos. Em A Thousand Suns ainda havia um monte de ferro no fogo. Nós sabiamos, 'Ok, não podemos enrolar mais nisso. Vamos deixar isso e depois nós voltamos e voltaremos a trabalhar nisso.'", disse Rubin.

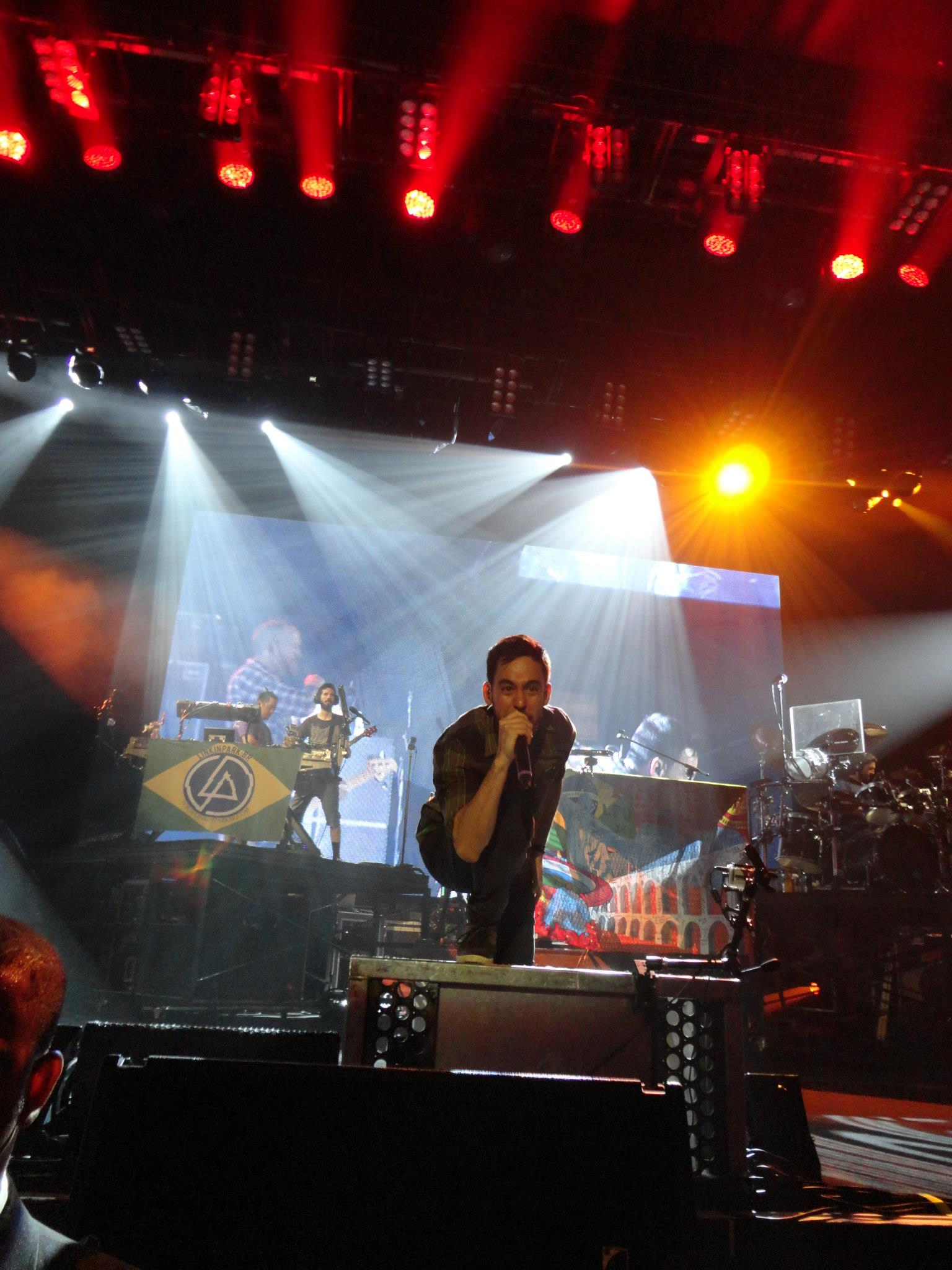
Linkin Park se apresentando no Rio de Janeiro em 2012

Em julho de 2011, Bennington falou para a Rolling Stone que a banda queria terminar este disco em apenas oito meses e que ele ficaria chocado se o novo álbum não saísse em 2012. Uma parte das canções novas foram gravadas durante a turnê. Bennington comentou a respeito do calendário de shows do Linkin Park, dizendo que "turnês de dois anos é muito cansativo e excruciante. Fazer shows por dois anos direto mesmo para a pessoa mais resistente da banda seria terrível!"
Em 28 de março de 2012, Shinoda confirmou que a banda estava gravando um vídeo clipe para o mais novo single do grupo, "Burn It Down", que foi lançado em 16 de abril. Joe Hahn foi o diretor do clipe que foi lançado em 24 de maio.
Em 15 de abril de 2012, Shinoda anunciou em seu site oficial que o álbum se chamaria Living Things, com a pré-venda começando no dia seguinte. Mike Shinoda também disse que o álbum fala sobre pessoas, interações pessoais e é muito mais pessoal que os álbuns interiores. A banda também confirmou que sairá em turnê no fim de 2012 como parte da Honda Civic Tour, junto com a banda Incubus. Em 20 de maio, a canção "Burn It Down" foi tocada ao vivo pela primeira vez no Billboard Music Awards de 2012. Em 24 de maio, o clipe dessa canção foi liberado e logo depois a faixa "Lies Greed Misery" fez sua estreia na BBC Radio 1. "Powerless", a décima-segunda e última faixa do disco, foi lançada na trilha sonora do filme Abraham Lincoln: Vampire Hunter.
Como parte da turnê de divulgação do álbum, o Linkin Park fez quatro shows no Brasil em outubro de 2012 (São Paulo, Porto Alegre e dois no Rio de Janeiro).

### RechargedeThe Hunting Party(2013–15)

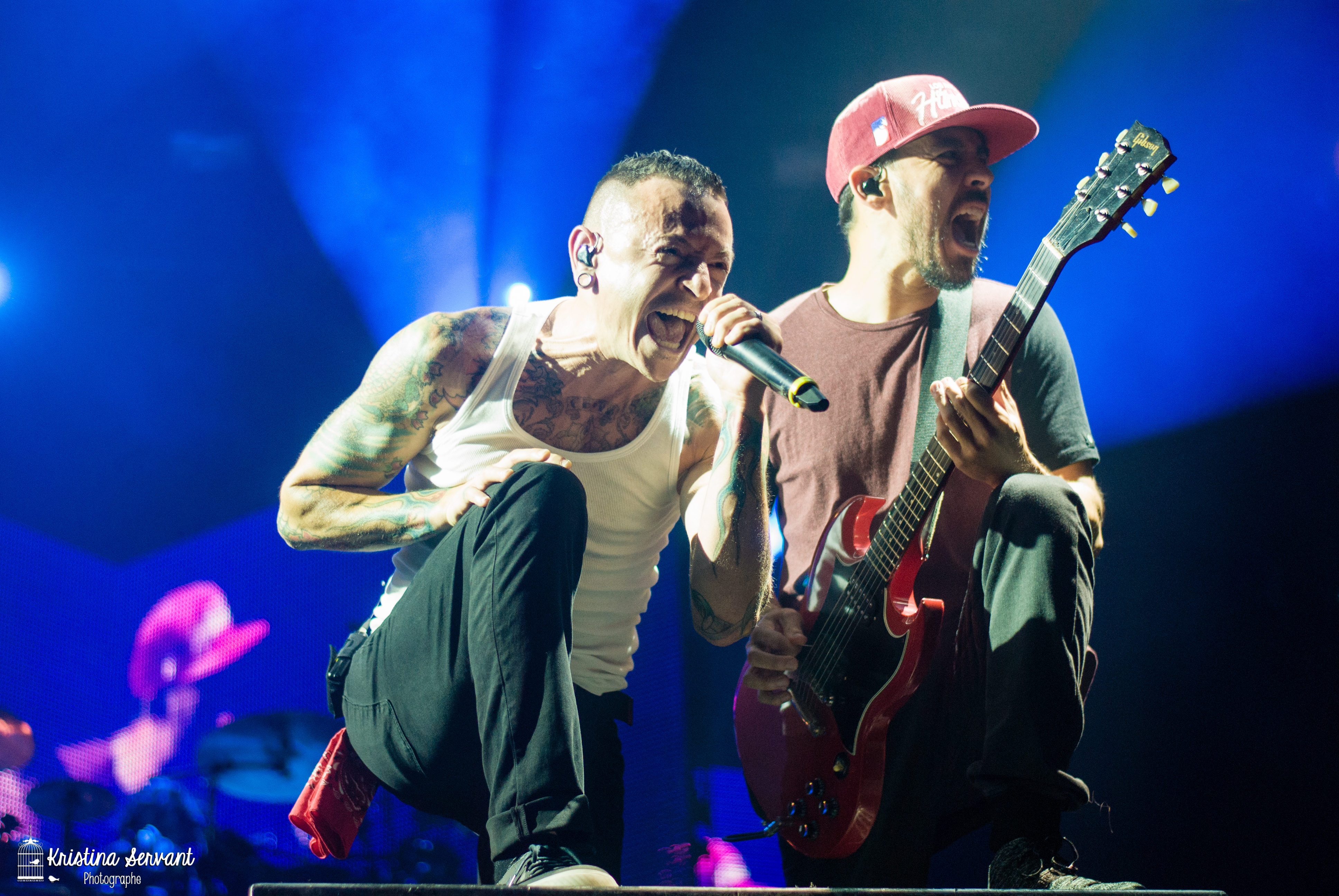
Chester e Mike se apresentando pelo Linkin Park, em 2014, na cidade de Montreal.

Após o encerramento da turnê de divulgação do Living Things, o vocalista Chester Bennington começou a trabalhar com a banda Stone Temple Pilots durante a pausa. Ao mesmo tempo, o Linkin Park trabalhou em um álbum de remixes, intitulado Recharged, lançado no fim de outubro de 2013. Uma canção inédita, intitulada "A Light That Never Comes", que contou com a participação do DJ Steve Aoki, foi lançada como single e se tornou um pequeno sucesso. O disco acabou estreando na 10ª posição dos mais vendidos nos Estados Unidos e se tornou um sucesso comercial.
Em outubro de 2013, Shinoda confirmou que a banda pretendia lançar um novo álbum no começo de 2014. Em 6 de março de 2014, a banda liberou a música "Guilty All the Same", o primeiro single confirmado do novo disco. Esta canção conta com a participação do rapper Rakim. Em junho de 2014, Linkin Park lançou oficialmente o The Hunting Party, seu sexto álbum de estúdio.
Em 9 de novembro de 2014, a MTV Europa nomeou o Linkin Park como a banda com a "melhor performance de Rock" de 2014 no prêmio MTV Europe Music Awards. Eles também ganharam os títulos de "Melhor Banda de Rock" e "Melhor Performance ao vivo" no Loudwire Music Awards de 2014. Revolver nomeou o disco The Hunting Party como o quarto melhor álbum de 2014. Em uma entrevista para a AltWire, em maio de 2015, Shinoda refletiu sobre o The Hunting Party e comentou sobre o futuro da banda, dizendo; "eu estou muito feliz com a resposta ao The Hunting Party e eu acho que nós já podemos explorar novas coisas".
Em maio de 2015, o Linkin Park voltou a colaborar com Steve Aoki na canção "Darker Than Blood".

### One More Lighte morte de Bennington (2015–17)

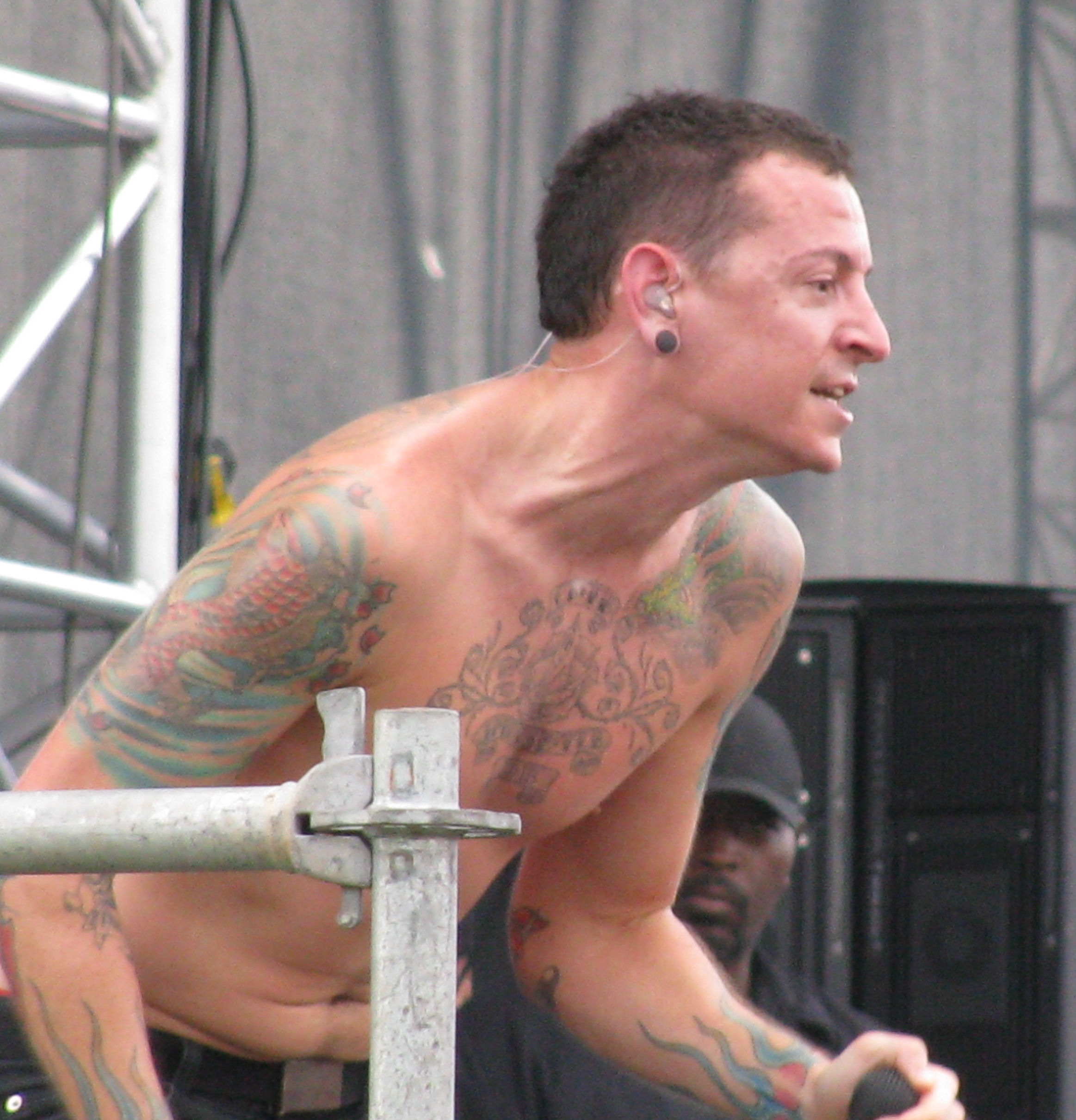
Chester no Sonisphere Festival, na Finlândia. Ele foi vocalista da banda entre 1999 e 2017

Linkin Park começou a trabalhar no seu sétimo disco em novembro de 2015. Chester Bennington comentou sobre a direção que o álbum estava tomando, dizendo: "Nós temos muito material ótimo que irá desafiar nossa base de fãs, assim como inspira-los." Em fevereiro de 2017, a banda lançou uma série de vídeos promocionais nas suas redes sociais, que mostravam Shinoda e Bennington preparando o material do novo disco. Mike Shinoda e Brad Delson ficaram a cargo da produção do trabalho e falaram que o processo não foi fácil.
O primeiro single do álbum foi a canção "Heavy", que conta com a participação da cantora Kiiara. A letra desta música foi escrita pela banda com a co-autoria de Julia Michaels e Justin Tranter. O single foi liberado para download no dia 16 de fevereiro de 2017. Em uma entrevista, a banda confirmou que o nome do novo álbum seria One More Light. O lançamento do disco foi em 19 de maio de 2017.
Durante o tempo do lançamento do single "Heavy" em 16 de fevereiro, entre o tempo do lançamento oficial de One More Light em 19 de maio, a banda divulgou uma série de singles promocionais como "Battle Symphony" em 16 de março, "Good Goodbye" em 13 de abril e "Invisible" em 10 de maio.
One More Light não foi muito bem recebido pela crítica e por muitos dos fãs, que reclamaram que o álbum era muito "comercial" e "pop". Ainda assim, foi um sucesso de vendas, alcançando o topo das paradas dos mais vendidos da Billboard 200 dos Estados Unidos.
Em 20 de julho de 2017, Chester Bennington foi encontrado morto em sua casa, em Palos Verdes Estates, Califórnia, nos Estados Unidos. Sua morte foi dada como suicídio por enforcamento. Shinoda confirmou a morte de Bennington em sua página no Twitter, dizendo "Chocado e de coração partido, mas é verdade. Uma declaração oficial será emitida assim que tivermos uma". A banda havia lançado o videoclipe do single "Talking to Myself" horas antes naquele mesmo dia. Um dia após a morte de Bennington, a banda cancelou a fase norte-americana de sua turnê. Na manhã de 24 de julho, a banda emitiu uma declaração oficial em seu site, como homenagem a Bennington. Em 28 de julho, Mike Shinoda anunciou que as doações feitas ao Musicforrelief.org beneficiariam a fundação One More Light Fund, em homenagem a Chester Bennington.
Em 22 de agosto, o Linkin Park anunciou planos para sediar um concerto em homenagem a Chester Bennington em Los Angeles. Mais tarde, a banda confirmou que o concerto aconteceria em 27 de outubro no Hollywood Bowl que foi intitulado como: "Linkin Park and Friends – Celebrate Life in Honor of Chester Bennington", que contou com a presença de vários artistas como o Blink-182, membros do System of a Down, Korn, Avenged Sevenfold, Bring Me the Horizon, Yellowcard e Kiiara.

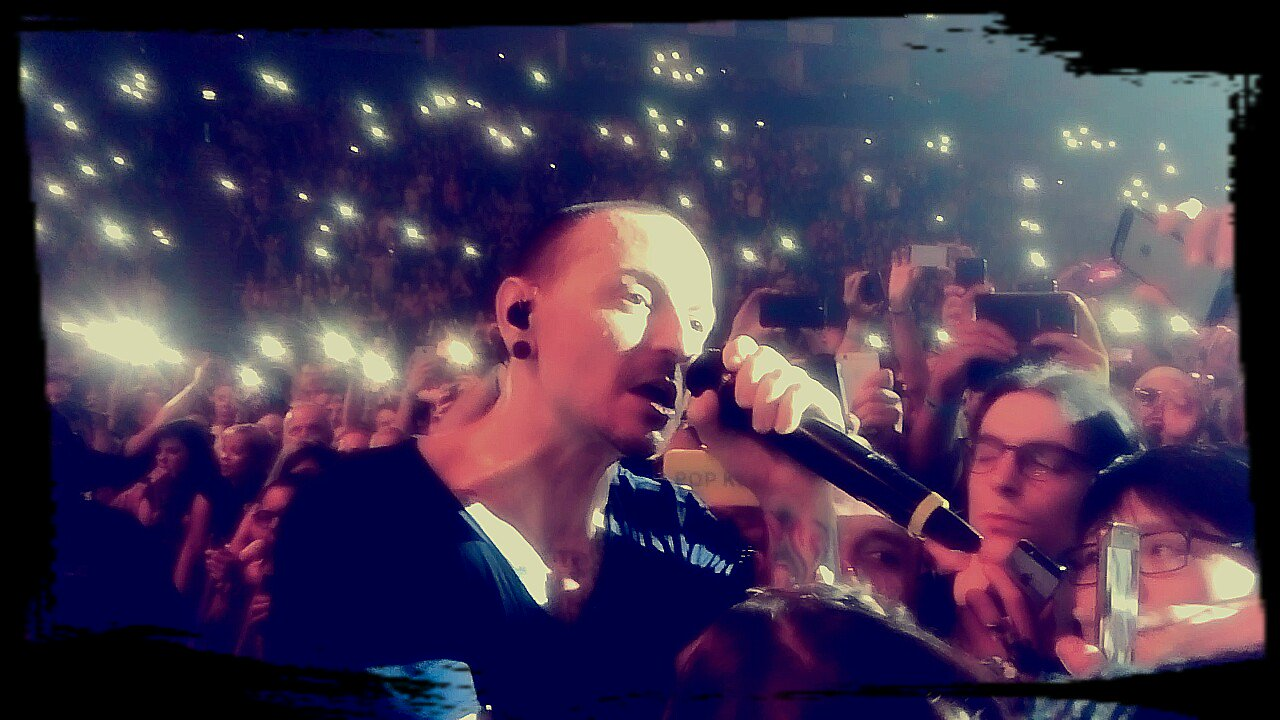
A apresentação de Bennington no meio de uma multidão com lanternas foi usada com destaque no videoclipe de "One More Light" logo após sua morte.

Em novembro de 2017, a banda anunciou um álbum ao vivo, que foi gravado durante o One More Light World Tour, a última turnê que contou com a participação de Bennington, álbum esse, que foi intitulado como One More Light Live. O álbum foi lançado mundialmente em 15 de dezembro de 2017. Em 19 de novembro, no American Music Awards de 2017, a banda recebeu o prêmio de "Artista Alternativo Favorito" e dedicou o prêmio a Bennington. Após o lançamento de One More Light Live, Mike Shinoda, em uma conversa entre e-mails com a revista Billboard, disse que eles ainda não anunciaram nenhum plano para continuar, e continuou dizendo que "o processo de cicatrização ainda está em andamento no momento".
| “                               | O luto é um processo não-linear. Não tem ‘estágios’ que vem em uma ordem certa, existem fases que aparecem e vão de forma aleatória. Algumas pessoas estão tendo dias tristes, outras estão tendo dias bons, outras estão irritadas… adicione esse estresse constante e medo de forma cíclica, e você tem um caos nas suas mãos. Então, eu tento fazer questão de compartilhar como estou, principalmente no instagram e no twitter, especialmente quando eu sinto que estou tendo algum progresso. Lidar com o final deste capítulo é obviamente devastador, mas, ao mesmo tempo, é também o começo da próxima história. | ” |
| — Mike Shinoda, Billboard, 2017 | |   |

### Hiato e relançamentos (2017–23)
Linkin Park entrou em um hiato após a morte de Bennington. Durante um bate-papo ao vivo no Instagram, em 17 de dezembro de 2017, Shinoda foi perguntado se o Linkin Park se apresentaria com uma versão em holograma de Bennington no futuro. Ele respondeu: "Que tal não fazermos um Chester de holograma? Não consigo nem colocar na minha cabeça essa ideia de um Chester holográfico. Na verdade, eu ouvi algumas pessoas de fora da banda sugerirem isso, e não há nenhuma maneira [disso acontecer]. Não posso mexer com essa merda."

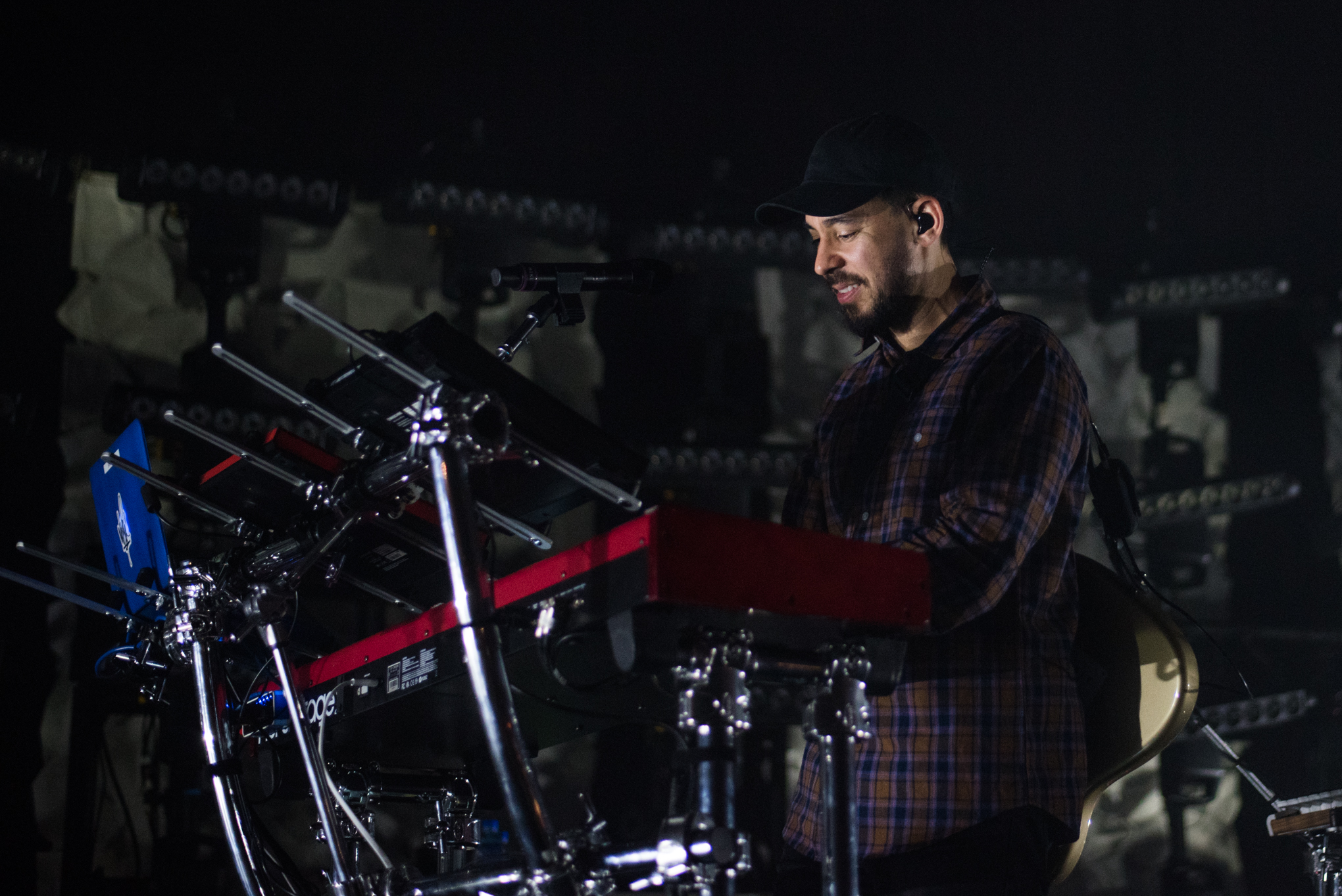
Shinoda durante uma apresentação na House of Blues em Cambridge, Massachusetts, em novembro de 2018, para promover o seu álbum solo, Post Traumatic.

Em 28 de janeiro de 2018, Shinoda respondeu a um tweet de um fã perguntando sobre o futuro do Linkin Park, escrevendo: "Eu tenho toda a intenção de continuar com o LP, e os caras sentem o mesmo. Temos muito a reconstruir, e perguntas a serem respondidas, então isso levará tempo." Em 29 de março de 2018, no entanto, Shinoda afirmou que não tinha certeza do futuro do Linkin Park ao ser entrevistado pela Vulture. Em 17 de abril de 2018, o Linkin Park foi indicado em três categorias na Billboard Music Awards de 2018, mas não ganhou em nenhuma delas. A banda recebeu o The George and Ira Gershwin Award de Realização Musical na UCLA em 18 de maio de 2018. Ainda em 2018, Shinoda lançou um álbum solo paralelo ao Linkin Park, intitulado Post Traumatic, que foi lançado em 15 de junho daquele ano. Em 18 de fevereiro de 2019, Shinoda disse em uma entrevista que a banda estava aberta à ideia de continuar, mas que forma essa ainda precisava ser decidida, afirmando: "Eu conheço os outros caras, eles gostam de estar no palco, gostam de estar no estúdio e, portanto, não fazer isso seria como, eu não sei, quase como doentio." Quando perguntado sobre o futuro da banda sem Chester, Shinoda afirmou: "Não é o meu objetivo procurar um novo vocalista nesse momento. Tem que acontecer de forma natural. Se encontrarmos uma pessoa boa, que se encaixe tanto em questão de personalidade quanto de estilo, aí então pode ser que a gente faça algo. Mas não só pela substituição. Não quero de jeito nenhum sentir que estamos substituindo o Chester."
Shinoda, Farrell e Hahn começaram a trabalhar em novas músicas juntos, sem nenhum anúncio público, em 2019, e mais tarde Delson se juntou a eles, embora Bourdon tenha optado por não participar. A banda conheceu a vocalista do Dead Sara, Emily Armstrong, em 2019, e começou a trabalhar em músicas com ela logo depois, junto com vários outros músicos, incluindo o baterista Colin Brittain. Em 28 de abril de 2020, Farrell revelou que a banda estava trabalhando em novas músicas. Em 13 de agosto, a banda lançou "She Couldn't", uma faixa que foi originalmente gravada em 1999, e foi incluída em uma edição de 20º aniversário de seu álbum de estreia Hybrid Theory, lançada em 9 de outubro. Em 8 de janeiro de 2021, Linkin Park lançou um remix de "One Step Closer" da dupla eletrônica norte-americana 100 gecs. A banda revelou que foi o primeiro de muitos novos remixes inspirados em Reanimation que estavam por vir. Em 29 de outubro de 2021, quando perguntado se a banda tocaria ao vivo novamente, Shinoda afirmou que "agora não é a hora [para o retorno da banda]. Não temos o foco nisso. Não temos a matemática resolvida. E não quero dizer matemática financeira, quero dizer matemática emocional e criativa." Em abril de 2022, Shinoda reiterou que a banda não estava trabalhando em um novo álbum, nova música ou turnê. No mês seguinte, a banda expressou desejo em compartilhar com mais regularidade atualizações com o público.
Em fevereiro de 2023, a banda iniciou um jogo interativo em seu site, provocando o 20º aniversário de Meteora. Em 6 de fevereiro, eles revelaram uma canção inédita chamada "Lost", que foi lançada formalmente em 10 de fevereiro como o single principal da reedição especial do álbum, lançada em 7 de abril. O segundo single, "Fighting Myself", foi lançado em 24 de março.

### Nova formação, retorno eFrom Zero(2023–presente)

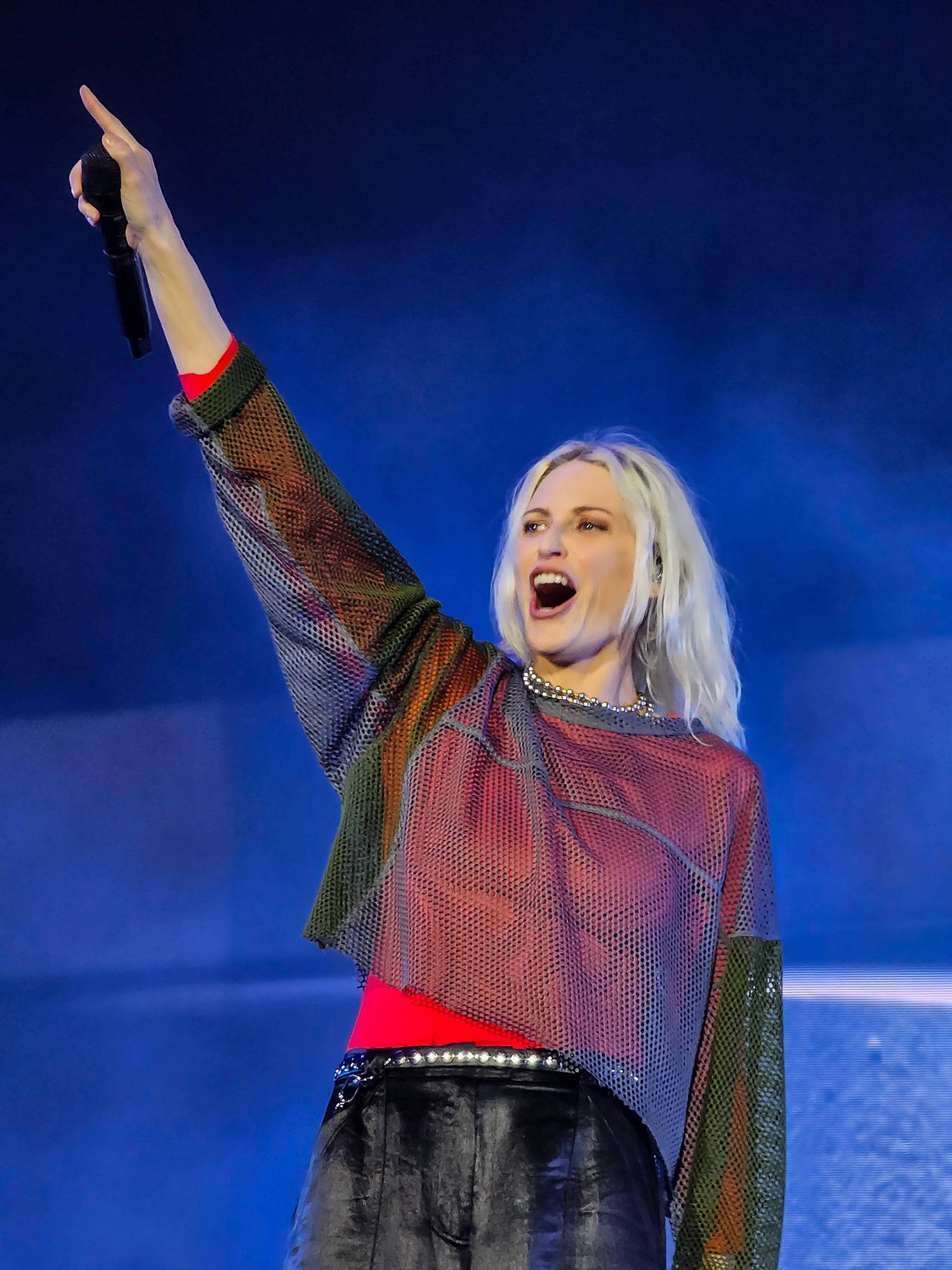
Emily Armstrong se apresentando com o Linkin Park em novembro de 2024, em São Paulo. Ela se juntou à banda em 2023

Sem o conhecimento do público, em 2023, Armstrong e Brittain foram abordados para se juntarem ao Linkin Park a fim de gravarem e lançarem novas músicas, além de performarem o catálogo anterior do grupo. Uma canção inédita das sessões de One More Light, "Friendly Fire", foi lançada em 23 de fevereiro de 2024. Ela foi seguida pelo primeiro álbum de grandes sucessos da banda, Papercuts (Singles Collection 2000–2023), que foi lançado em 12 de abril. A compilação abrange seus singles mais vendidos lançados entre 2000 e 2023, e também inclui "Friendly Fire", bem como o lançamento oficial da faixa "QWERTY", que apareceu originalmente no LP Underground 6.0 em 2006. Em 30 de abril de 2024, a revista Billboard reportou que a agência de reservas do Linkin Park, a WME, recebeu ofertas para uma possível turnê de reunião e datas principais em festivais que aconteceriam em 2025, com a programação contando com Shinoda, Delson, Farrell e uma vocalista feminina no lugar de Bennington.
Em um evento transmitido ao vivo em 5 de setembro, Linkin Park anunciou o seu retorno, incluindo as entradas de Armstrong e Brittain na banda. Além disso, o grupo se apresentou ao vivo e lançou "The Emptiness Machine", o single principal de seu oitavo álbum de estúdio, From Zero, que foi lançado em 15 de novembro de 2024. A decisão da banda de adicionar Armstrong foi recebida com algumas críticas devido às suas conexões com a Igreja de Cientologia e ao suposto apoio ao estuprador condenado Danny Masterson. O vocalista do The Mars Volta, Cedric Bixler-Zavala, que havia direcionado as acusações mencionadas a Armstrong em 2023, afirmou que o Linkin Park "não estava fazendo a devida diligência antes de contratá-la"; Jaime, um dos filhos de Bennington disse que o Linkin Park "traiu a confiança" da base de fãs com a mudança. Armstrong respondeu às críticas por meio de um story no Instagram, afirmando que não tinha tido contato com Masterson desde que compareceu ao seu julgamento no tribunal em 2020 e que ela condenou veemente seus crimes; no entanto, ela não esclareceu seu status com a Cientologia. O guitarrista Brad Delson, que ainda faz parte da banda, decidiu se ausentar temporariamente dos shows e focar nos bastidores da banda, por questões relacionadas a sua saúde mental. O guitarrista Alex Feder ocupa o lugar de Delson nos shows, e é o músico provisório da banda.
Linkin Park embarcou em uma turnê de seis datas em quatro continentes em 11 de setembro de 2024 no Kia Forum em Inglewood. Depois que Alex Feder se apresentou em seu lugar no evento de retorno, Delson anunciou sua decisão de se retirar das turnês e apresentações ao vivo para se concentrar nos aspectos "dos bastidores" da banda. De acordo com Shinoda, o Linkin Park fará uma "turnê intensa" em 2025, passando por Estados Unidos, Europa, América do Sul e Ásia. A banda apresentou uma nova canção, "Heavy Is the Crown", durante seu show ao vivo em Hamburgo, Alemanha, em 22 de setembro de 2024. Ela foi lançada como o segundo single do álbum em 24 de setembro; além disso, serviu como a música-tema do Campeonato Mundial de League of Legends de 2024. O terceiro single do álbum, "Over Each Other", foi lançado em 24 de outubro de 2024, enquanto que seu quarto single, "Two Faced", foi lançado em 13 de novembro de 2024. Ao finalmente ser lançado, From Zero foi bem recebido pela crítica. Pouco depois do lançamento do álbum, a banda entrou em estúdio novamente, compartilhando clipes nas redes sociais. Em 17 de março de 2025, a banda anunciou uma nova música intitulada "Up from the Bottom", lançada em 27 de março como o primeiro single da versão deluxe de From Zero. Em 25 de abril, a banda lançou "Unshatter" como o segundo single de From Zero (Deluxe Edition). Em 31 de maio, a banda se apresentou durante a final da Liga dos Campeões da UEFA de 2025 na Allianz Arena em Munique, Alemanha.

## Estilo musical
Os álbuns Hybrid Theory e Meteora podem ser classificados como metal alternativo, nu metal e rap rock, com influências de hip-hop, rock alternativo e eletrônica, utilizando programação e sintetizadores. William Ruhlmann do Allmusic disse que a banda dava um "recomeço a um estilo musical morto", e a revista Rolling Stone descreveu a canção "Breaking the Habit" como "arriscada e bonita".

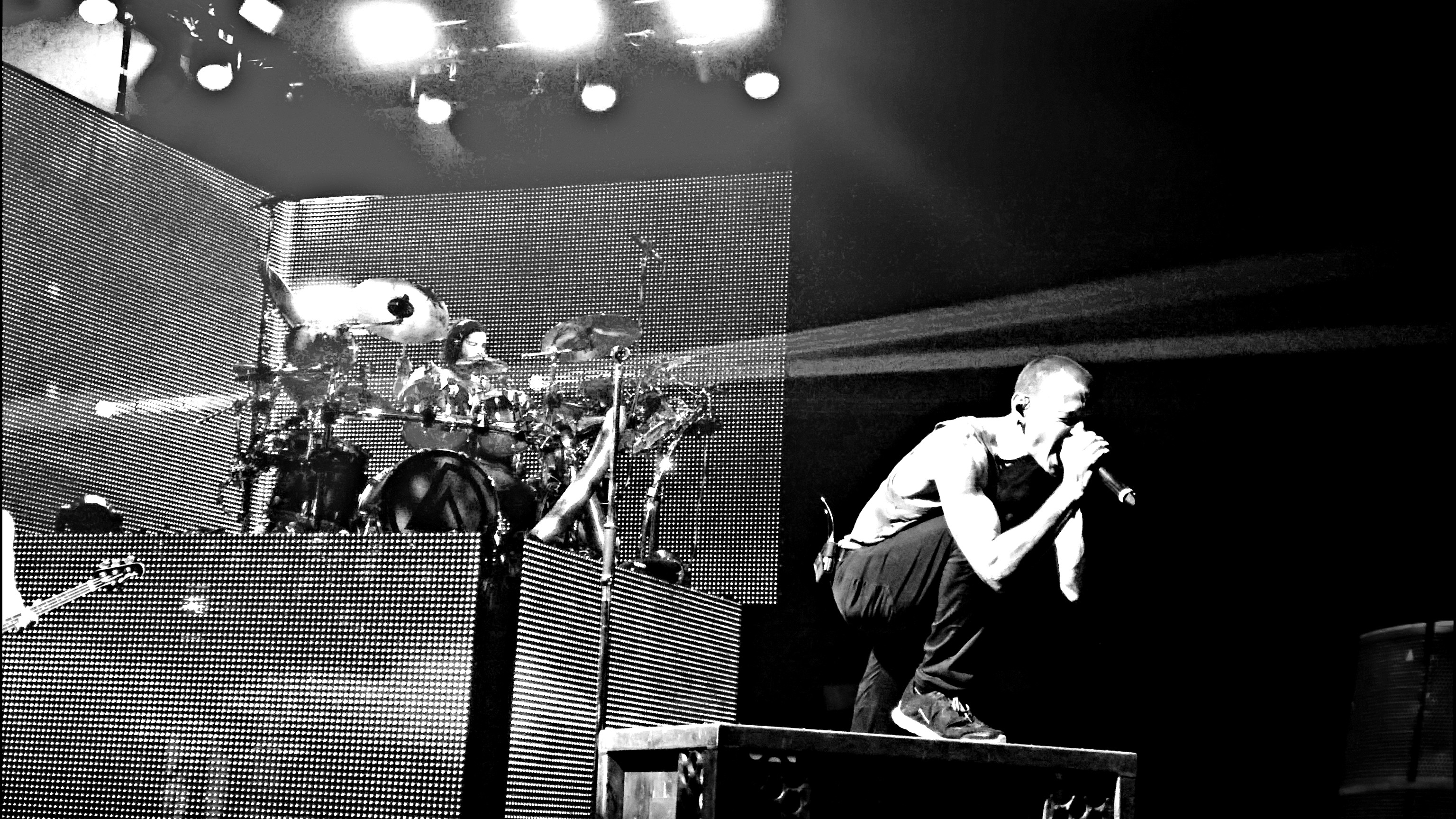
A banda se apresentando em Londres, em 2014

Em Minutes to Midnight a banda experimentou novos estilos em detrimento de sua antiga forma de música, com novas influências de gênero e estilos, um processo que o Los Angeles Times comparou ao trabalho do U2. Este álbum possui apenas duas canções com influências óbvias de rap e as outras canções são consideradas de rock alternativo.
A interação dos vocais de Chester Bennington e Mike Shinoda são uma parte grande do estilo de música do Linkin Park, com Bennington sendo considerado o vocalista principal e Shinoda como "vocalista rapper". No terceiro álbum de estúdio da banda, Minutes to Midnight, Shinoda atua como vocalista principal nas canções "In Between", "Hands Held High", e no B-side "No Roads Left". Já em "The Catalyst", o primeiro single do quarto disco do grupo, A Thousand Suns, tanto Shinoda quanto Bennington cantam de forma igual numa espécie de efeito recíproco. Em boa parte das faixas deste álbum, a banda usou batidas de estilo eletrônico,  junto com outras batidas, apostando numa sonoridade mais industrial, diferente dos álbuns anteriores. O álbum é considerado como um divisor de águas para a carreira musical da banda por vários criticos. James Montgomery, da MTV, comparou o disco ao CD Kid A do Radiohead. Shinoda disse que ele e os outros integrantes da banda foram bastante influênciados por Chuck D e o grupo Public Enemy, dizendo que "Public Enemy era bastante tridimensional com suas gravações porque apesar de aparecer politico, havia também vários outros conceitos lá. Isso me fez pensar sobre o que eu queria que fosse 'tridimensional' nas nossas gravações e eu queria fazer igual, mas sem imitar, é claro, e mostrar que também podemos ser criativos". O álbum possui vários "elementos políticos", com discursos de ativistas americanos em algumas faixas.
O seu quinto álbum, Living Things, também é um álbum eletrônico, mas inclui outras influências, resultando em um som mais difícil de se comparar. A banda voltou a um som mais pesado, em comparação com os seus últimos três álbuns, em The Hunting Party, que foi descrito como um álbum de metal alternativo e hard rock. Seu sétimo álbum, One More Light, foi descrito como pop, pop rock e electro pop.

## Legado
Linkin Park vendeu mais de 100 milhões de álbuns e singles. O primeiro álbum de estúdio do grupo, Hybrid Theory, é um dos álbuns mais vendidos nos Estados Unidos (11 milhões de cópias vendidas) e em todo o mundo (30 milhões de cópias vendidas). A Billboard estima que o Linkin Park tenha faturado US $5 milhões entre maio de 2011 e maio de 2012, tornando-se o 40° artista musical mais bem pago. 11 dos singles da banda alcançaram a posição número um na tabela Alternative Songs da Billboard, a segunda mais indicada para qualquer artista.
Em 2003, a MTV2 nomeou o Linkin Park como a sexta maior banda da era dos videoclipes e o terceiro melhor do novo milênio. A Billboard classificou o Linkin Park em N° 19 na parada dos Melhores Artistas da Década. A banda foi votada como o maior artista dos anos 2000 na pesquisa Bracket Madness do VH1. Em 2014, a banda foi declarada como a maior banda de rock do mundo pela Kerrang!. Em 2015, a Kerrang! colocou "In the End" e "Final Masquerade" nas duas primeiras posições na lista Rock 100 da Kerrang!.
O Linkin Park se tornou a primeira banda de rock a atingir mais de um bilhão de visualizações no YouTube. O Linkin Park também se tornou a décima quinta página mais apreciada no Facebook, o décimo artista mais desejado, e o grupo musical com mais curtidas. "Numb" do Linkin Park é o terceiro e "In the End" é a sexta "música atemporal" no Spotify. As duas canções fazem do Linkin Park o único artista a ter duas músicas atemporais no top 10.
O álbum Hybrid Theory está listado no livro 1001 Álbuns que Você Deve Ouvir Antes de Morrer, e também foi classificado em 11º lugar no Hot 200 Albums of the Decade da Billboard. Além disso, o álbum foi incluído no Best of 2001 pela Record Collector, Os Top 50 Álbuns da Geração pela Rock Sound e 50 Melhores Álbuns de Rock dos anos 2000 pela Kerrang!. O álbum Meteora foi incluído no Top 200 Albums of the Decade pela Billboard em 36º lugar. O álbum vendeu mais de 20 milhões de cópias em todo o mundo. O EP colaborativo Collision Course com Jay-Z, tornou-se o segundo EP a chegar ao topo da Billboard 200, vendendo mais de 300.000 cópias em sua primeira semana após Jar of Flies de Alice in Chains em 1994. O álbum Minutes to Midnight nos Estados Unidos, obteve as maiores vendas na primeira semana de 2007 na época, com 625.000 cópias vendidas. No Canadá, o álbum vendeu mais de 50.000 cópias em sua primeira semana e estreou em primeiro lugar na Canadian Albums Chart. Em todo o mundo, o álbum vendeu mais de 3,3 milhões de cópias em suas primeiras quatro semanas de lançamento.
Jon Caramanica, do The New York Times, comentou que o Linkin Park "trouxe a colisão do hard rock e do hip-hop ao seu pico comercial e estético" no início dos anos 2000.

## Integrantes

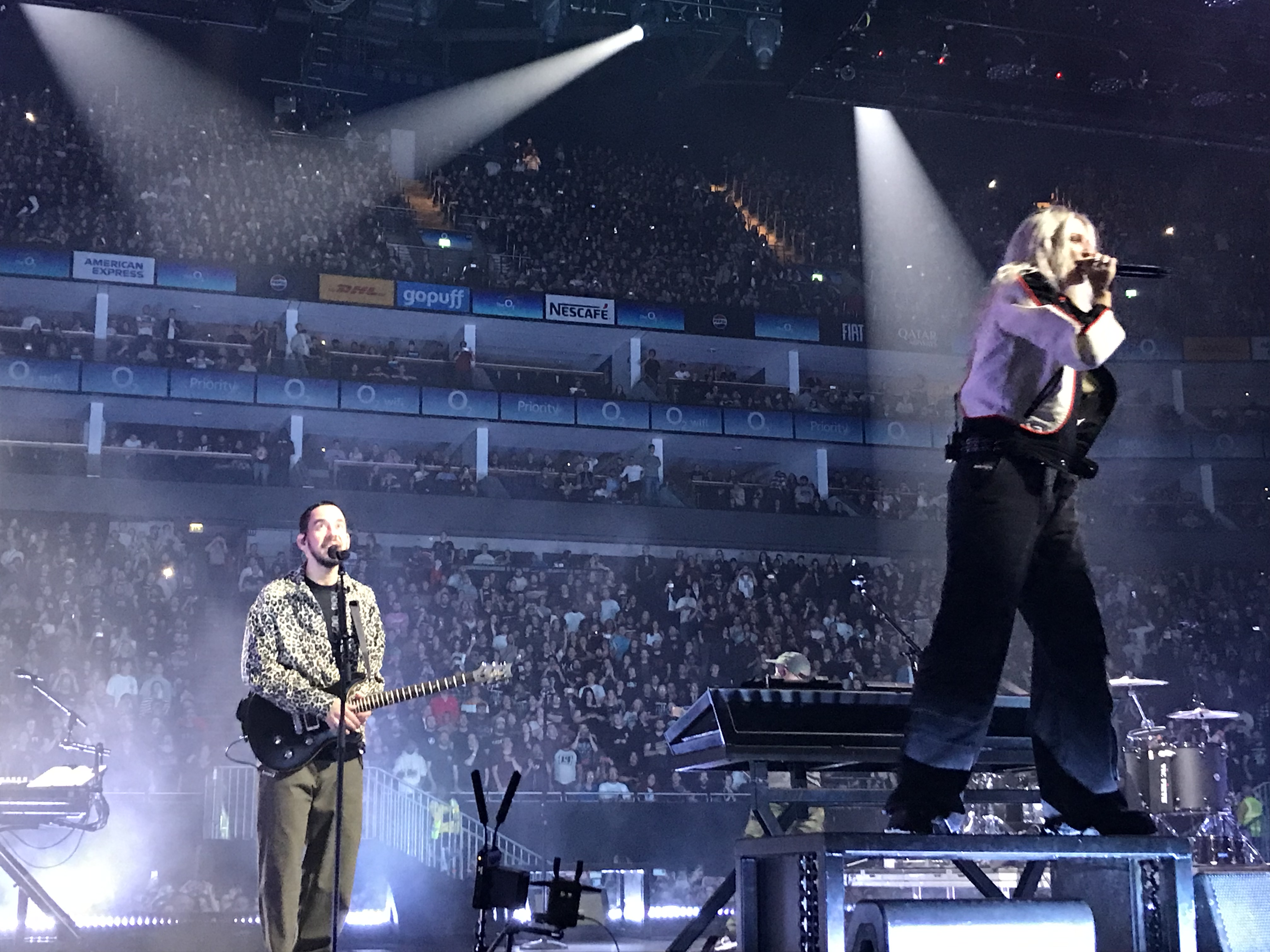
Mike Shinoda e Emily Armstrong se apresentando em setembro de 2024 em Londres, Reino Unido.

#### Formação atual[27]
- Mike Shinoda – voz principal, rapper, guitarra rítmica, teclados, sintetizadores, samples (1996–presente)
- Brad Delson – guitarra, vocal de apoio (1996–presente)
- Dave Farrell – baixo, vocal de apoio (1996–1999, 2001–presente)
- Joe Hahn – turntables, programação, samples, sintetizadores, vocal de apoio (1996–presente)
- Emily Armstrong – voz principal (2024–presente)
- Colin Brittain – bateria, percussão, vocal de apoio (2024–presente)

#### Ex-integrantes[27]
- Rob Bourdon – bateria, percussão, vocal de apoio (1996–2024)
- Mark Wakefield – voz principal (1996–1998)
- Chester Bennington – voz principal (1999–2017; até a sua morte)
- Kyle Christener – baixo (1998–1999, gravou algumas trilhas do EP Hybrid Theory)

#### Músicos de sessão[27]
- Scott Koziol – baixo (1999–2001, em turnê gravou a canção "One Step Closer")
- Alex Feder – guitarra, vocal de apoio (2024–presente, em turnê)

## Discografia

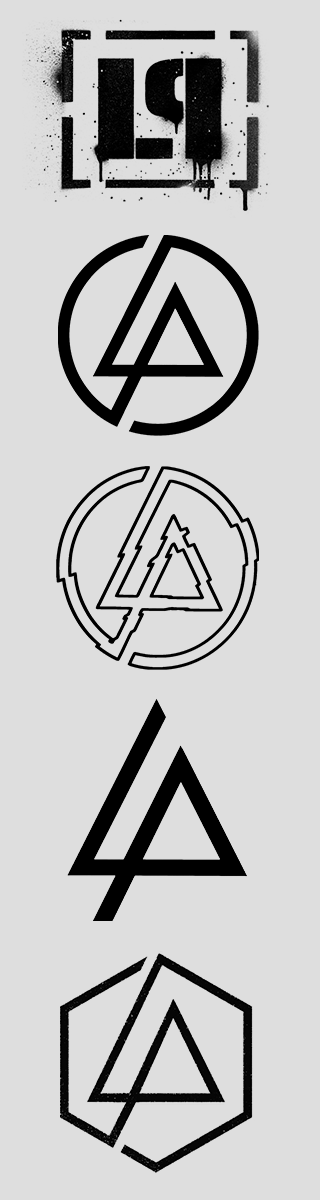
Evolução dos logos da banda entre 2003 e 2017.

A banda alcançou o sucesso internacional em 2000 com seu álbum Hybrid Theory que chegou em segundo lugar na Billboard 200 e chegaria, em 2009, a marca de 24 milhões de cópias vendidas pelo mundo. O álbum seguinte, Meteora, estreou em primeiro lugar na Billboard 200 em 2003. Em 2007, o terceiro álbum de estúdio, Minutes to Midnight, também alcançou o topo das paradas nos Estados Unidos, vendendo 623 mil cópias na sua primeira semana de vendas. A banda já vendeu quase 70 milhões de cópias pelo mundo em cerca de uma década de atividade e também estão entre os artistas com o maior número de dowloads digitais neste século. Em 2010, eles lançaram seu quarto álbum de estúdio, intitulado A Thousand Suns. Este disco estreou em número #1 na Billboard 200, fazendo do Linkin Park uma das poucas bandas de rock a ter três álbuns consecutivos estreando em primeiro nos Estados Unidos. A banda também é o grupo de maior sucesso nas paradas Rock Songs e Alternative Songs da revista Billboard na década de 2000. Em junho de 2012, Linkin Park lançou seu quinto álbum de estúdio intitulado Living Things, que estreou em primeiro lugar nos Estados Unidos e no Reino Unido. Em junho de 2014, a banda lançou seu sexto álbum de estúdio, The Hunting Party, ele estreou na terceira posição da Billboard 200 ao vender 100 mil cópias em sua semana de estreia nos Estados Unidos. Em maio de 2017, Linkin Park lançou o seu sétimo álbum de estúdio, One More Light, que foi um sucesso comercial, alcançando o topo das paradas da Billboard 200, vendendo mais de 111 mil cópias na primeira semana de vendas nos Estados Unidos. One More Light também estreou em primeiro lugar no Canadá e na República Tcheca. Em 15 de novembro de 2024 lançou From Zero, o primeiro álbum de estúdio após o falecimento de Chester Bennington, já com a nova vocalista Emily Armstrong em seu lugar, sendo um sucesso comercial, alcançando o primeiro lugar nas paradas de mais de dez países diferentes.

#### Álbuns de estúdio
- Hybrid Theory (2000)
- Meteora (2003)
- Minutes to Midnight (2007)
- A Thousand Suns (2010)
- Living Things (2012)
- The Hunting Party (2014)
- One More Light (2017)
- From Zero (2024)

## Prêmios e indicações
O sucesso comercial do Linkin Park também trouxe para eles repercussão e prêmios. A banda liberou seu álbum de estreia, Hybrid Theory, em 24 de outubro de 2000. Em 2001, o grupo californiano ganhou seu primeiro prêmio Grammy, o mais importante da indústria fonográfica, por Melhor Performance de Rock pelo single "Crawling". Linkin Park então lançou seu segundo álbum, Meteora, que vendeu 810 mil cópias em sua primeira semana de vendas, chegando ao primeiro lugar nas paradas da Billboard. "Breaking the Habit", um dos singles do álbum, venceu o MTV Asia Award na categoria Videoclipe Favorito. "Somewhere I Belong", também de Meteora, venceu o MTV Video Music Award de 2003 por Melhor Videoclipe de Rock. Linkin Park então decidiu dar um tempo nas atividades da banda e começaram a trabalhar em outros projetos; Bennington formou a banda Dead By Sunrise, enquanto Shinoda trabalhava com o Depeche Mode. Em 2004, a banda trabalhou com o rapper Jay-Z produzindo o álbum intitulado Collision Course; "Numb/Encore", um single deste disco, venceu um Grammy Award em 2006 na categoria Melhor Colaboração de Rap.
A banda então lançou o álbum Minutes to Midnight em 2007. O álbum foi nomeado para um prêmio TMF em 2007, enquanto o single "What I've Done" recebeu uma nomeação no MTV Video Music Award. Linkin Park também venceu o prêmio de Artista Internacional Favorito da Ásia no MTV Asia Awards de 2008. No dia 7 de Novembro de 2010, a banda se apresentou no MTV Europe Music Awards tocando a música "Waiting for the End". Na cerimônia, o grupo foi indicado para o prêmio de "Melhor Banda de Rock" e ganhou na categoria "Melhor Performance ao Vivo", e no ano seguinte recebeu o prêmio de "Melhor Banda de Rock". A banda também ganhou um prêmio pela O Music Awards de Melhor interação de vídeo, pela música "Lost in the Echo" e em 2014 como "Melhor Banda de Rock" pelo MTV Europe Music Awards. Em 2017, o vocalista Chester Bennington, ganhou na categoria de "Melhor Vocalista do Ano" pela Loudwire Music Awards, e o grupo também ganhou na categoria "Artista Alternativo Favorito" pelo American Music Awards e homenagearam Chester na cerimônia, com Shinoda dizendo: "Nós dedicamos esse prêmio a ele, a sua memória, ao seu talento, ao seu senso de humor e a sua alegria". No geral, o Linkin Park recebeu 67 prêmios e 191 nomeações.